# Split

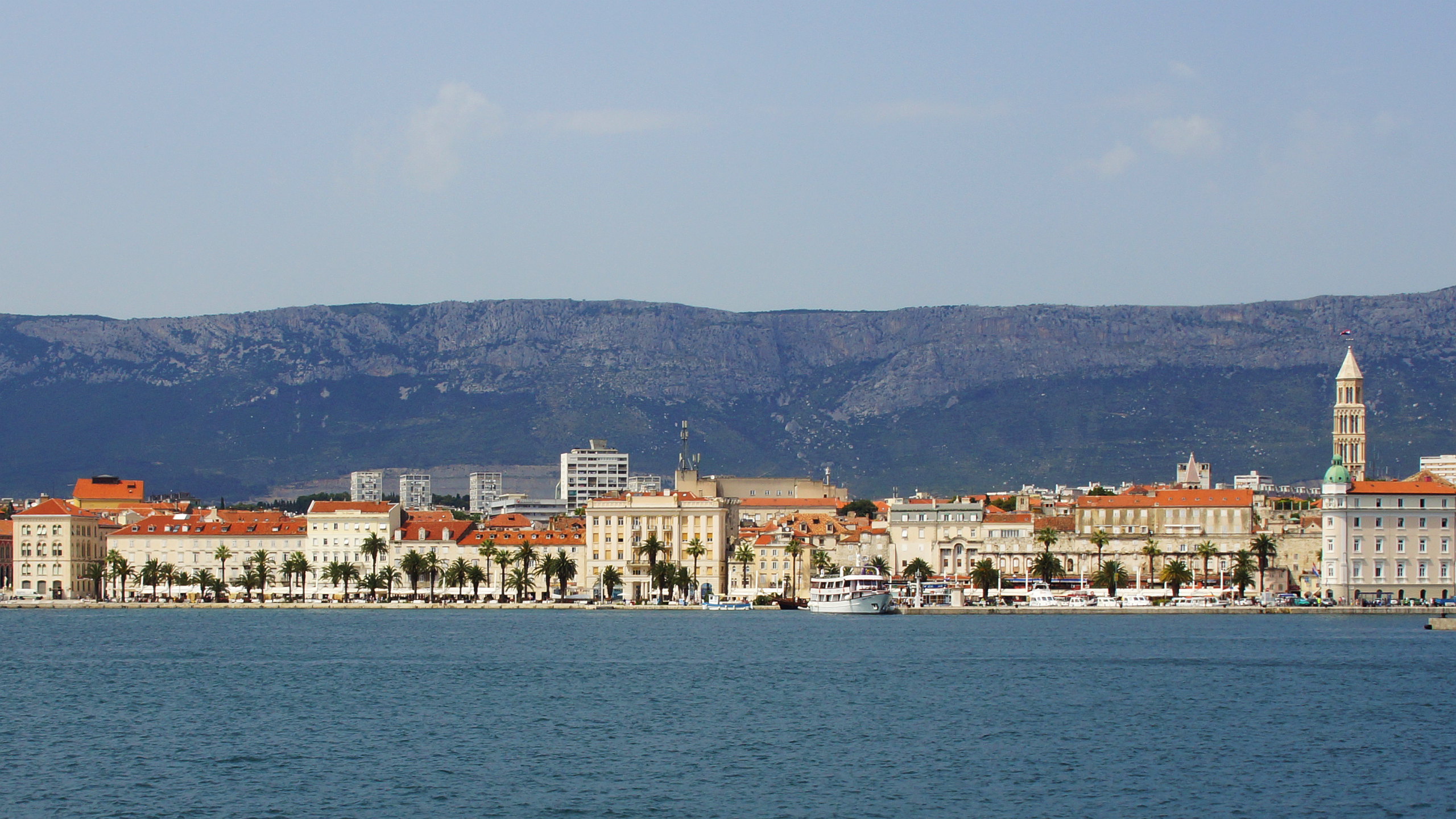
Zentrum und Altstadt mit der Stadtpromenade Riva Obala Hrvatskog narodnog preporoda (Stadtansicht vom Platz Trg Franje Tuđmana bis zum Turm der Kathedrale)

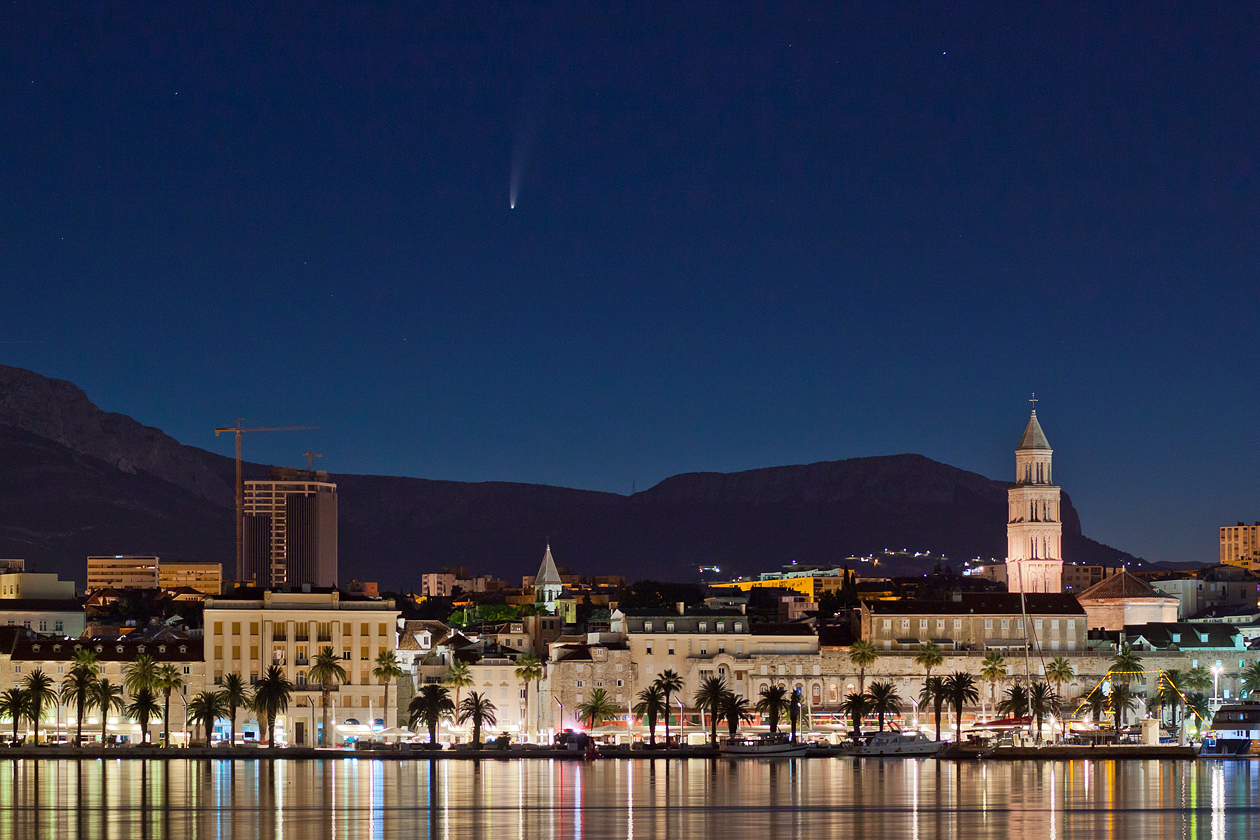
Ansicht auf die Riva und Stadtpromenade Riva Obala Hrvatskog narodnog preporoda (2020)

Split [split] (italienisch Spalato, griechisch ἀσπάλαθος, aspálathos) ist die zweitgrößte Stadt Kroatiens. Sie ist die größte Stadt Südkroatiens und gilt daher im Volksmund als „Hauptstadt Dalmatiens“, ohne dass ihr dieser Status je offiziell zugesprochen wurde. Die Stadt ist Verwaltungssitz der Gespanschaft Split-Dalmatien (kroatisch Splitsko-dalmatinska županija), die den zentralen Teil Dalmatiens umfasst. Split zählte 2011 etwa 178.192 Einwohner. Dies entsprach 3,885 Prozent der gesamten Bevölkerung Kroatiens.
Split ist eine bedeutende Hafenstadt und Sitz der katholischen Erzdiözese Split-Makarska. In Split befindet sich zudem die Universität Split. Die Ursprünge der Stadt sind auf den Diokletianspalast zurückzuführen. Die Innenstadt von Split mitsamt dem Diokletianspalast wurde 1979 von der UNESCO zum Weltkulturerbe erklärt.

## Herkunft des Namens
Die Stadt hat im Verlauf der Geschichte mehrere Male eine Namensänderung erfahren. So stößt man auf Aspalathos/Spalatos (gr.), Spalatum, Spalato (italienisch), Spljet, Split. Es gibt verschiedene Etymologien zu dem Wort. Eine geht davon aus, der Name der Stadt stamme von der Pflanze Stacheliger Dornginster (griechisch = Aspalathos, kroatisch = Brnistra) ab. Andere besagen, der Name sei eine Ableitung vom lateinischen Wort für „Palast“, lat. = Palatium, oder von dem italienischen Wort Spalato (= Palast). Eine weitere Theorie geht von dem Wort Spalatum (von lat. Salonae Palatium, zu deutsch: Der Palast von Salona, kroat. Solin) aus, dem früheren kulturellen Knotenpunkt der Einwohner Dalmatiens. Die Stadt Salona, wahrscheinlich die Heimatstadt von Kaiser Diokletian, wurde jedoch beim Awarensturm zerstört und verlor ihre Bedeutung an die benachbarte Stadt Split.

## Geografie

### Geografische Lage
Split liegt an der kroatischen Adriaküste auf einer Halbinsel.
Im nördlichen Hinterland befindet sich das Gebirge Mosor, im Nordwesten das Gebirgsmassiv Kozjak und im Osten der Gebirgszug Perun.
Der alte Stadtkern befindet sich am östlichen Ende der Marjan-Halbinsel. Vor Split befinden sich die Inseln Brač, Hvar, Šolta und Čiovo.

### Orte der Gemeinde
Die Bevölkerungszahlen in Klammern stammen aus dem Jahr 2011.
- Donje Sitno (313 Einwohner)
- Gornje Sitno (392 Einwohner)
- Kamen (1.769 Einwohner)
- Slatine (1.106 Einwohner)
- Split (167.121 Einwohner - 28 Stadtteile)
- Srinjine (1.201 Einwohner)
- Stobreč (2.978 Einwohner)
- Žrnovnica (3.222 Einwohner)

### Klima
|                        | Jan  | Feb  | Mär  | Apr  | Mai  | Jun  | Jul  | Aug  | Sep  | Okt  | Nov   | Dez   |   |      |
| Mittl. Temperatur (°C) | 7,4  | 8,1  | 10,4 | 13,9 | 18,4 | 22,4 | 25,4 | 25,2 | 21,4 | 16,9 | 12,2  | 8,7   | ⌀ | 15,9 |
| Mittl. Tagesmax. (°C)  | 10,0 | 11,0 | 13,4 | 17,4 | 22,4 | 26,5 | 29,8 | 29,2 | 25,1 | 20,0 | 14,9  | 11,2  | ⌀ | 19,3 |
| Mittl. Tagesmin. (°C)  | 5,1  | 5,6  | 7,6  | 10,8 | 15,1 | 18,6 | 21,4 | 21,1 | 18,0 | 14,1 | 9,7   | 6,4   | ⌀ | 12,8 |
|                        |      |      |      |      |      |      |      |      |      |      |       |       |   |      |
| Niederschlag (mm)      | 83,0 | 68,0 | 75,0 | 66,0 | 56,0 | 51,0 | 28,0 | 50,0 | 61,0 | 79,0 | 108,0 | 100,0 | Σ | 825  |
|                        |      |      |      |      |      |      |      |      |      |      |       |       |   |      |
| Sonnenstunden (h/d)    | 4,1  | 5,0  | 5,9  | 7,2  | 8,7  | 10,1 | 11,2 | 10,5 | 8,3  | 6,3  | 4,4   | 3,8   | ⌀ | 7,1  |
|                        |      |      |      |      |      |      |      |      |      |      |       |       |   |      |
| Regentage (d)          | 12,0 | 11,0 | 11,0 | 11,0 | 11,0 | 10,0 | 6,0  | 6,0  | 8,0  | 11,0 | 13,0  | 14,0  | Σ | 124  |
|                        |      |      |      |      |      |      |      |      |      |      |       |       |   |      |
| Wassertemperatur (°C)  | 12,2 | 11,5 | 12,0 | 13,9 | 17,3 | 21,1 | 23,2 | 23,5 | 21,7 | 19,5 | 16,6  | 14,0  | ⌀ | 17,2 |
|                        |      |      |      |      |      |      |      |      |      |      |       |       |   |      |
| Luftfeuchtigkeit (%)   | 63   | 64   | 61   | 57   | 59   | 57   | 51   | 52   | 57   | 68   | 64    | 63    | ⌀ | 59,6 |

| 5,1 |

| 5,6 |

| 7,6 |

| 10,8 |

| 15,1 |

| 18,6 |

| 21,4 |

| 21,1 |

| 18,0 |

| 14,1 |

| 9,7 |

| 6,4 |

| 5,1 |

| 5,6 |

| 7,6 |

| 10,8 |

| 15,1 |

| 18,6 |

| 21,4 |

| 21,1 |

| 18,0 |

| 14,1 |

| 9,7 |

| 6,4 |

|                        | Jan  | Feb  | Mär  | Apr  | Mai  | Jun  | Jul  | Aug  | Sep  | Okt  | Nov  | Dez  |   |      |
| Mittl. Temperatur (°C) | 7,9  | 9,7  | 11,9 | 15,8 | 19,6 | 24,7 | 27,6 | 27,7 | 22,7 | 17,7 | 13,7 | 10,1 | ⌀ | 17,5 |
| Mittl. Tagesmax. (°C)  | 10,5 | 12,6 | 15,2 | 19,3 | 23,2 | 28,7 | 32,0 | 32,0 | 26,5 | 20,8 | 16,2 | 12,5 | ⌀ | 20,8 |
| Mittl. Tagesmin. (°C)  | 5,6  | 7,2  | 9,2  | 12,5 | 16,2 | 20,9 | 23,5 | 23,9 | 19,3 | 14,9 | 11,4 | 7,9  | ⌀ | 14,4 |
|                        |      |      |      |      |      |      |      |      |      |      |      |      |   |      |
| Niederschlag (mm)      | 70,7 | 78,7 | 59,3 | 50,7 | 72,2 | 28,0 | 18,3 | 19,3 | 68,8 | 91,2 | 110  | 94,8 | Σ | 762  |
|                        |      |      |      |      |      |      |      |      |      |      |      |      |   |      |
| Sonnenstunden (h/d)    | 4,6  | 4,8  | 6,1  | 7,8  | 8,4  | 10,6 | 11,8 | 10,6 | 8,2  | 6,6  | 4,5  | 4,6  | ⌀ | 7,4  |

| 5,6 |

| 7,2 |

| 9,2 |

| 12,5 |

| 16,2 |

| 20,9 |

| 23,5 |

| 23,9 |

| 19,3 |

| 14,9 |

| 11,4 |

| 7,9 |

| 5,6 |

| 7,2 |

| 9,2 |

| 12,5 |

| 16,2 |

| 20,9 |

| 23,5 |

| 23,9 |

| 19,3 |

| 14,9 |

| 11,4 |

| 7,9 |

Der Klimawandel in Split zeigt sich durch deutlich heißere und trockenere Sommer, wodurch Split mittlerweile in die sommertrockene, mediterrane Klimazone (Csa) eingeordnet werden kann, da es im alten Klimamittel eher als Übergangsklima zwischen Cfa und Csa galt. Im Hochsommer sind Hitzetage- und Tropennächte üblich. Mit einer Mitteltemperatur von 27,7 Grad im August ist Split unter den heißesten Orten Europas im Sommer, was durch die extrem hohen Tagestiefsttemperaturen zustande kommt.

## Geschichte

### Urgeschichte

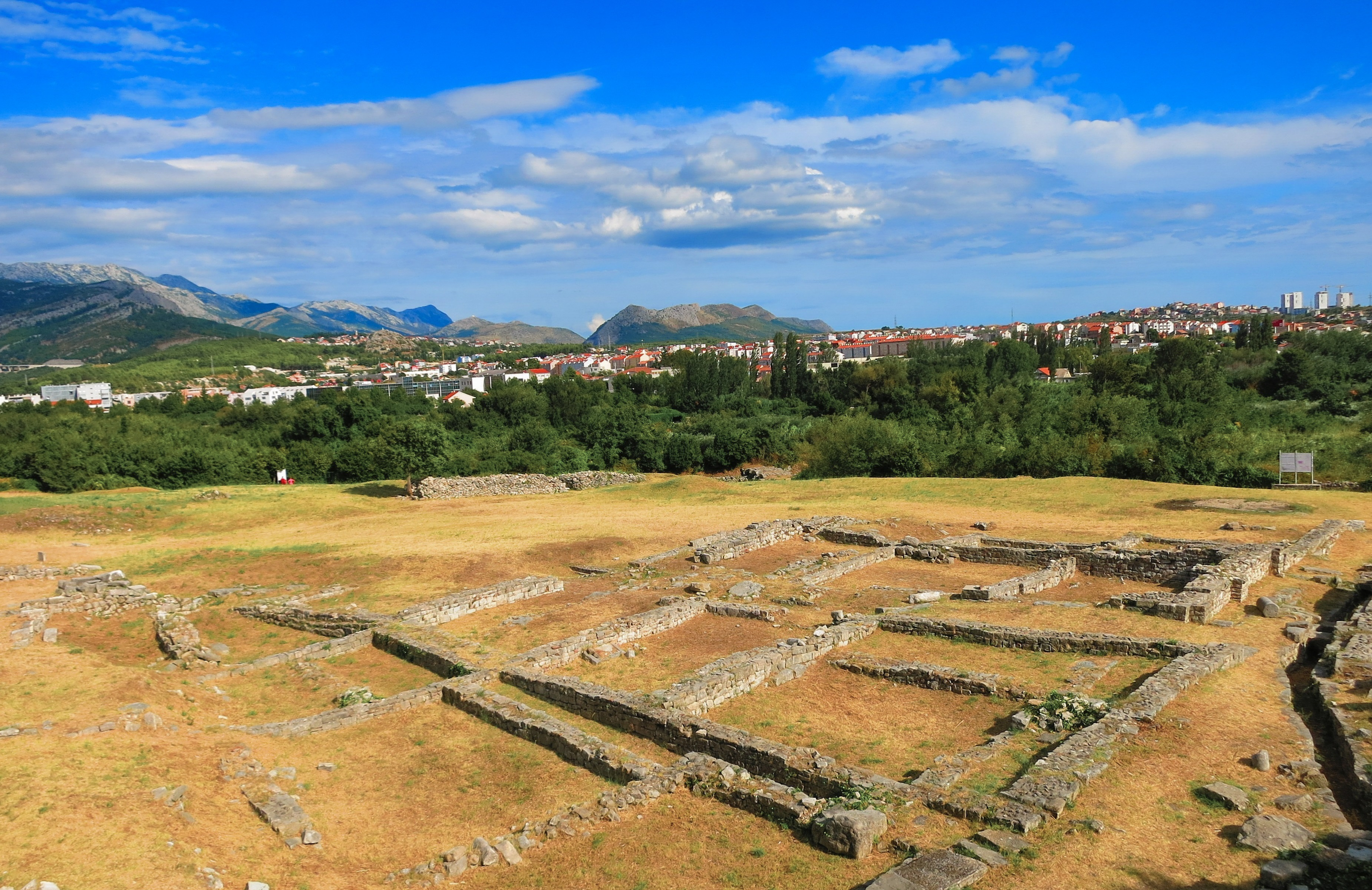
Archäologischer Park Salona

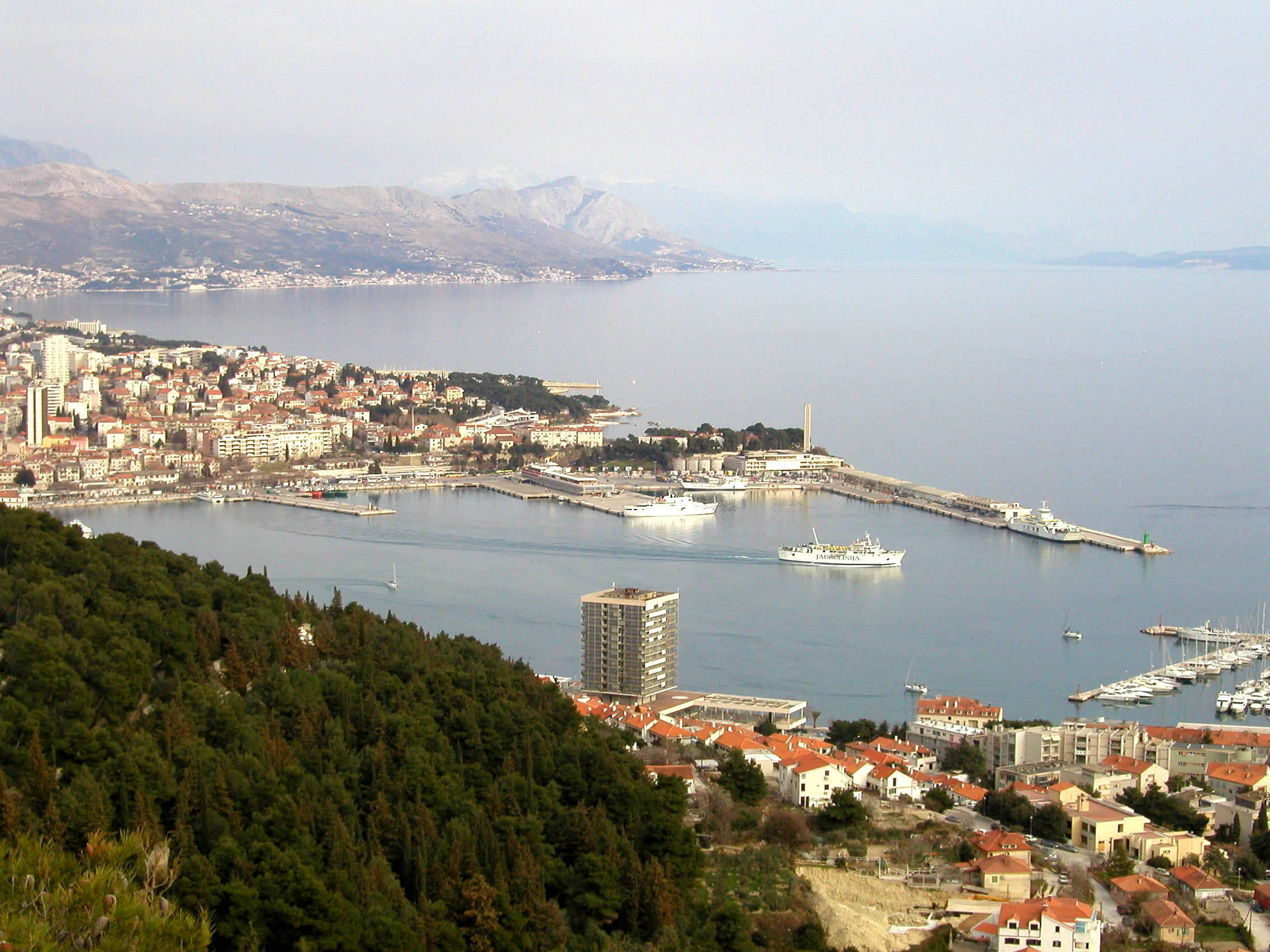
Der Hafen von Split

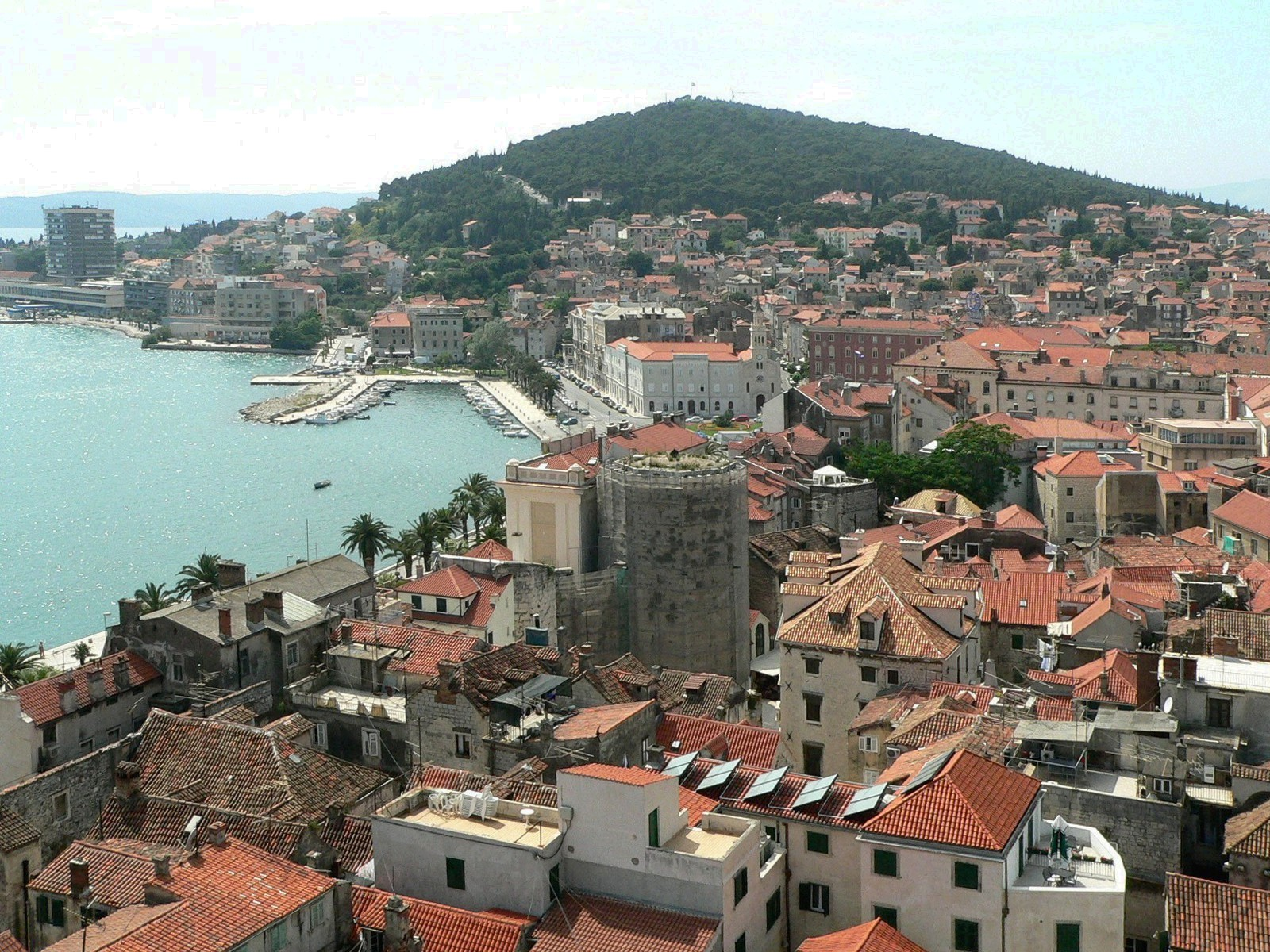
Blick vom Campanile über den westlichen Teil der Altstadt zum Marjanberg

Funde von Gegenständen aus Stein aus dem mittleren Paläolithikum (etwa 50.000 v. Chr.) aus der Mujina-Höhle oberhalb des Polje von Kaštela zeugen bereits von der Anwesenheit von Menschen in dieser Gegend. Erste burgähnliche Siedlungen auf den Hügeln sind aus der Kupfersteinzeit nachgewiesen und in der Bronze- und Eisenzeit bewohnten illyrische Dalmater den Raum um das heutige Split, nach denen die ganze Region Dalmatien benannt wurde.

### Griechische Kolonie (ab 4. Jahrhundert v. Chr.), Diokletianspalast
Split wurde im 4. oder 3. Jahrhundert v. Chr. als griechische Kolonie Aspalathos oder Spálathos gegründet. Die Besiedlung erfolgte von Issa aus, dem heutigen Vis, das seit 367 v. Chr. Autonomie von der Mutterstadt Syrakus erlangt hatte, und nun eigene Kolonien gründete.
Im Norden der Stadt liegt die römische Siedlung Salona. Das bedeutendste Bauwerk dort ist die inzwischen zerstörte Arena.
Als Keimzelle der heutigen Stadt Split gilt fälschlicherweise der Diokletianspalast. Kaiser Diokletian ließ ihn um 300 erbauen. Nach seinem Tod um 312 und dem seiner Gattin Prisca (wohl 315) nutzte das Römische Reich den Palast als Verwaltungssitz, Kaserne und als Produktionsstätte (Textilproduktion in einem Gynaeceum) des angesichts der kriselnden Wirtschaft zunehmend auf Selbstversorgung umgestellten Militärapparates.
Der eigentliche Wohntrakt diente noch verschiedentlich Kaisern als Aufenthalts- oder in Ungnade Gefallenen auch als Verbannungsort. Galla Placidia weilte hier 424 mitsamt ihrem Sohn Valentinian III., bevor dieser sich nach Italien begab, um dort den Usurpator Johannes zu stürzen. 461 nutzte der Feldherr Marcellinus den Palast, während er als magister militum Dalmatiae amtierte. Der gestürzte Kaiser Glycerius bewohnte den Palast von 474 bis zu seinem Tode 480, noch im selben Jahr erlag sein Nachfolger Julius Nepos im Palast einem Giftanschlag. Mit dem Niedergang des Römischen Reiches verfiel auch der Palast, diente nur noch als Militärposten.

### Neugründung (7. Jahrhundert), zwischen Kroaten, Byzanz, Venedig und Ungarn
Im frühen 7. Jahrhundert überfielen Awaren und Slawen die Stadt Salona und zerstörten sie. Die geflohenen und überlebenden Salonitaner fanden Zuflucht im gut befestigten Palast Spalatums und richteten sich dort häuslich ein. Sie wandelten den Palastkomplex zur Stadt. Heute noch bildet der ehemalige Palast den östlichen Teil der Altstadt von Split und ist voll mit Läden, Märkten, Plätzen und dem Dom St. Domnius, der in der Antike das Mausoleum des Kaiserpaars Diokletian und Prisca war und den Mittelpunkt des Palastes bildete. Der Palast konnte von den einfallenden Barbaren nie genommen werden, so erhielt sich Spalatum – wie manch andere dalmatinische Stadt – als Hort der spätrömischen Welt –, während anstürmende Völker das Hinterland einnahmen.

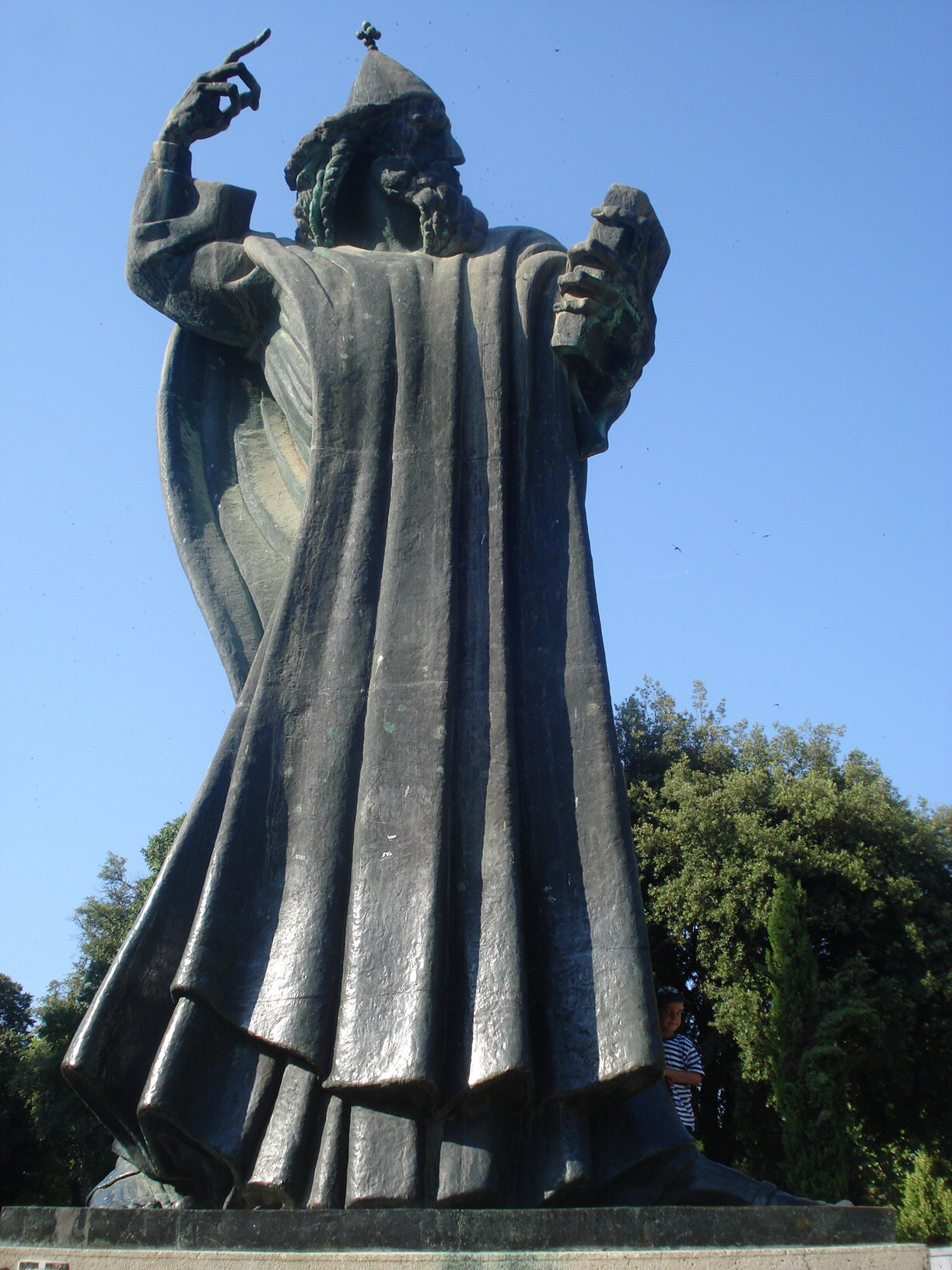
Die Statue Bischof Gregors von Nin (900–929) von Ivan Meštrović auf dem Platz vor der Porta Aurea

Spätestens ab dem Frieden von Aachen (812) war Spalatum Teil des byzantinischen Themas Dalmatien. Slawische Fürstentümer entstanden im Hinterland. Das Erzbistum Spalatum erstreckte sich über das gehaltene Gebiet der Stadt sowie die slawischen Fürstentümer des Hinterlandes. Tomislav, der mehrere Fürstentümer als König der Kroaten vereint hatte, nahm zwischen 925 und 928 als Repräsentant des Hinterlandes an Synoden in Spalatum teil; er war es, der die Ansprüche des Bistums Split gegen die des Bischofs von Nin billigte und damit durchzusetzen half. Das Bistum umfasste sowohl das byzantinische Thema Dalmatien als auch das slawische Hinterland.
Kaiser Basileios II. des geschwächten Oströmischen Reiches überließ 986 Spalatum und weiteren byzantinischen Besitz in Dalmatien dem kroatischen König Stjepan Držislav für seine erfolgreiche Hilfe bei der Abwehr der Bulgareneinfälle. Mehrmals diente die Stadt nun auch als kroatische Hauptstadt. Als die Republik Venedig unter dem Dogen Pietro II. Orseolo ihre Macht auf die romanischen Restgebiete auszudehnen begann, aus denen Byzanz sich zurückgezogen hatte, akzeptierte Spalatum – wie andere dalmatinische Städte und Inseln – die venezianische Oberhoheit, die die Stadt unter Aufbietung einer starken Flotte durchsetzte. Das trug dem Dogen den zusätzlichen Titel Dux Dalmatiae (Doge/Herzog von Dalmatien) ein, doch blieb die venezianische Oberhoheit unsicher.
1015 erlangte König Krešimir III. Spalatum und weitere Städte für Kroatien, unterstützt von Kaiser Basileios II., doch gelang es dem Dogen Ottone Orseolo um 1016/18 erneut, eine zeitweilige Suprematie durchzusetzen, deren Anerkennung die dalmatinischen Städte wie zwei Jahrzehnte zuvor beeideten. Von 1024 bis 1068 unterstand Spalatum dennoch wieder Byzanz. Die Regierung der beinahe autonomen Kommune übernahm der Prior des Erzbischofs, der bis ins 12. Jahrhundert immer aus der Stadt stammte.
Abermals gelang es nun Kroatien, das sich von der byzantinischen Dominanz freigemacht hatte, die mittelbare Herrschaft über die Stadt durchzusetzen. Nachdem die Normannen Spalatum 1074 überfallen hatten, vertrieb sie die Republik Venedig, doch konnte sie die Stadt nicht halten, so dass ab 1076 König Demetrius (Dmitar Zvonimir) von Kroatien Spalatum und weitere dalmatinische Städte für sein Königreich einnahm. Mit seinem Tod 1089 übernahm wieder Byzanz die Herrschaft, bevor sich 1097 Venedig durchsetzte. In dieser Zeit wird die Stadtgemeinde als Comune greifbar.

### Kommune (ab Mitte 12. Jahrhundert)
1105 schüttelte Spalato – wie Traù (Trogir) und Zara (Zadar) – die venezianische Vorherrschaft ab, als König Koloman von Ungarn, Dalmatien und Kroatien den Städten weitreichende Autonomie, Schutz vor auswärtigen Mächten und Handelsprivilegien in seinem Königreich garantierte. Die Nachfolger bestätigten und erweiterten die Freiheiten der dalmatinischen Städte, so dass diese zwar den König als Oberhaupt anerkannten, ansonsten aber nicht Teil des Königreiches waren, sondern autonom. Die Einflussnahme erfolgte mittelbar, über die Besetzung des Erzbischofssitzes. Der Mitte des 12. Jahrhunderts nachweisbaren Comune stand nun nicht mehr ein Prior, sondern ein Comes vor. Die Kommune bildete eigene Organe aus, die Einwohner mit Bürgerrecht, die cives, wählten ein consilium (Stadtrat) und einen comes, später podestà genannt. Richter und Währung (Bagatino und Spalatino) unterlagen den städtischen Gesetzen. 1165 bis 1180 gelang es Kaiser Manuel I. ein letztes Mal, Spalato für sein Reich zurückzugewinnen. Die Bedeutung des Handels nahm in dieser Zeit zu, zugleich führten Verträge zu einer Verrechtlichung. Dies galt etwa für Verträge mit Pisa, Piran und Fermo. Ab Anfang des 13. Jahrhunderts übten kroatische Große die Stadtherrschaft aus. Um Binnenkonflikte zu lösen, wurde 1239 erstmals von der Kommune ein Podestà berufen, der aus Ancona stammte. Nun entstand eine Ratsverfassung, von der eine Fassung aus dem Jahr 1312 überliefert ist.
1242 stieß eine Invasion der Tataren bis vor die Tore der Stadt, doch Spalato hielt stand und gewährte dem geschlagenen König Béla IV. von Ungarn sowie Kroatien, Dalmatien und Rama Zuflucht in seinen Mauern. Die Stadt konkurrierte mit Traù (Trogir). Feudale Fürsten des Hinterlandes ließen sich in Spalato einbürgern, trugen aber auch ihre Fehden in die Stadt. Fürst Domald auf der Festung Klis oberhalb der Stadt überfiel Spalatiner auf Reisen im Hinterland und versuchte die Stadt zu erpressen, indem er ihre Versorgung von Land her unterband. 1334 wurde der Kreis der ratsfähigen Familien geschlossen. Der westlich des alten Palastes entstandene Stadtteil wurde nach 1312 in die Stadtmauer mit eingeschlossen.

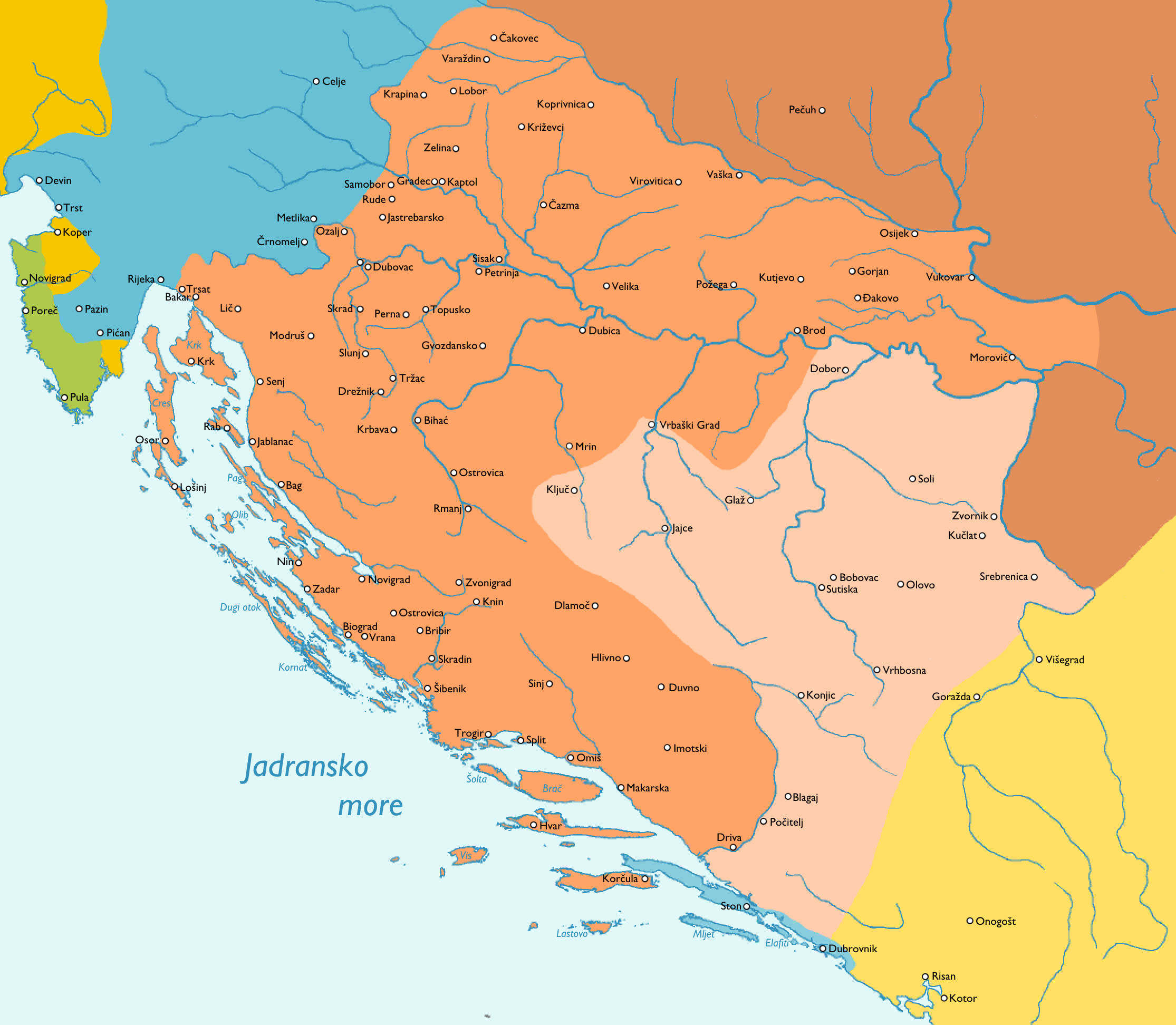
Frieden von Zadar
Königreich Ungarn
Königreich Kroatien
Banschaft Bosnien
Herzogtum Österreich
Patriarchat von Aquileia
Republik Venedig
Republik Ragusa
Serbisches Reich

Podestà Gargano de Arscindis, der ab 1239 für drei Amtszeiten gewählt wurde, festigte wieder die Institutionen des Comune. Die Piazza in der mittelalterlichen Stadterweiterung wird 1255 erstmals namentlich als Platea sancti Laurentii (heute Narodni trg) erwähnt. In den Diadochenkämpfen nach dem Aussterben der Árpádendynastie (1301) konnte Venedig Spalato wieder für sich gewinnen (1327). Die Stadt unterstellte sich Venedig, das nun den Comes bestimmte und entsandte. Er war sowohl Oberbeamter der Stadt als auch Vertreter des Dogen.
Das Stadtrecht wurde 1312 von Perceval von Fermo im Libro d’oro (Goldenen Buch) kodifiziert, das bis 1797 in Kraft blieb. Kaum hatte sich mit Ludwig I. eine neue Dynastie durchgesetzt und dieser König Venedig 1357 geschlagen, trat es Spalato und die anderen Städte 1358 im Frieden von Zadar wieder an Kroatien (damals in Personalunion mit Ungarn) ab.
Aus dem Jahre 1373, der Zeit der ungarischen Oberhoheit, stammt das älteste erhaltene Steinfragment mit dem Namen der Stadt: „Comune Spalati“. Auf dem Festland konnte die Stadt als eigenes Gebiet die Halbinsel Marjan und darüber hinaus Teile des Kaštela-Feldes und der Poljica behaupten. Schon in Klis und Omiš saßen kroatische Feudalherren, die das reiche Spalato zu unterwerfen trachteten. Spalatiner wurden bei der Feldarbeit im Landgebiet der Stadt überfallen, entführt, um Lösegeld zu erpressen, oder gar in die Sklaverei verkauft. So im Verkehr mit dem Hinterland bedroht und gestört, richtete Spalato seine Wirtschaft noch mehr auf die Seeverbindungen aus. Holz kam von den Inseln, nicht vom nahen, aber gefährlichen Festland, Fisch war häufig, Fleisch dagegen rar auf dem Speiseplan, weil es im Landgebiet der Stadt an Weideflächen mangelte.
Der Tod Ludwigs I. im Jahr 1382 schwächte Ungarn, so dass sich 1390 König Tvrtko I. der Stadt für sein Königreich Bosnien bemächtigte. Doch schon sein Nachfolger Stjepan Dabiša musste 1394 die Oberhoheit Sigismunds von Luxemburg, König von Ungarn-Kroatien (später auch Kaiser des Heiligen Römischen Reichs) anerkennen und Spalato an diesen abtreten. Zwei Jahre später, nach der verlorenen Schlacht von Nikopolis, suchte Sigismund Zuflucht in Spalato und trat mit Bürgerkreisen in Verbindung, die 1398 einen Aufstand gegen die amtierenden Ratsherren anzettelten. Der neue Rat schloss dann Frieden mit Traù.
1402 musste Spalato König Ladislaus von Neapel, der Dalmatien für sich beanspruchte, als Herrn anerkennen, erzwungen von dessen Vizekönig Hrvoje Vukčić Hrvatinić von Dalmatien und Kroatien, der sich fortan auch Herzog von Spalato nannte. Doch als Sigismund Ladislaus schlug, fiel Hrvoje von ihm ab und unterstellte sich Sigismund, der ihm 1403 die Parteinahme für Ladislaus vergab. Herzog Hrvoje schwang sich zu selbstherrlicher Tyrannei auf, weswegen ihn die Kommune 1413 auswies und nicht mehr als Herzog anerkannte, wobei man einen Aufruhr seiner Parteigänger in der Stadt niederwarf.

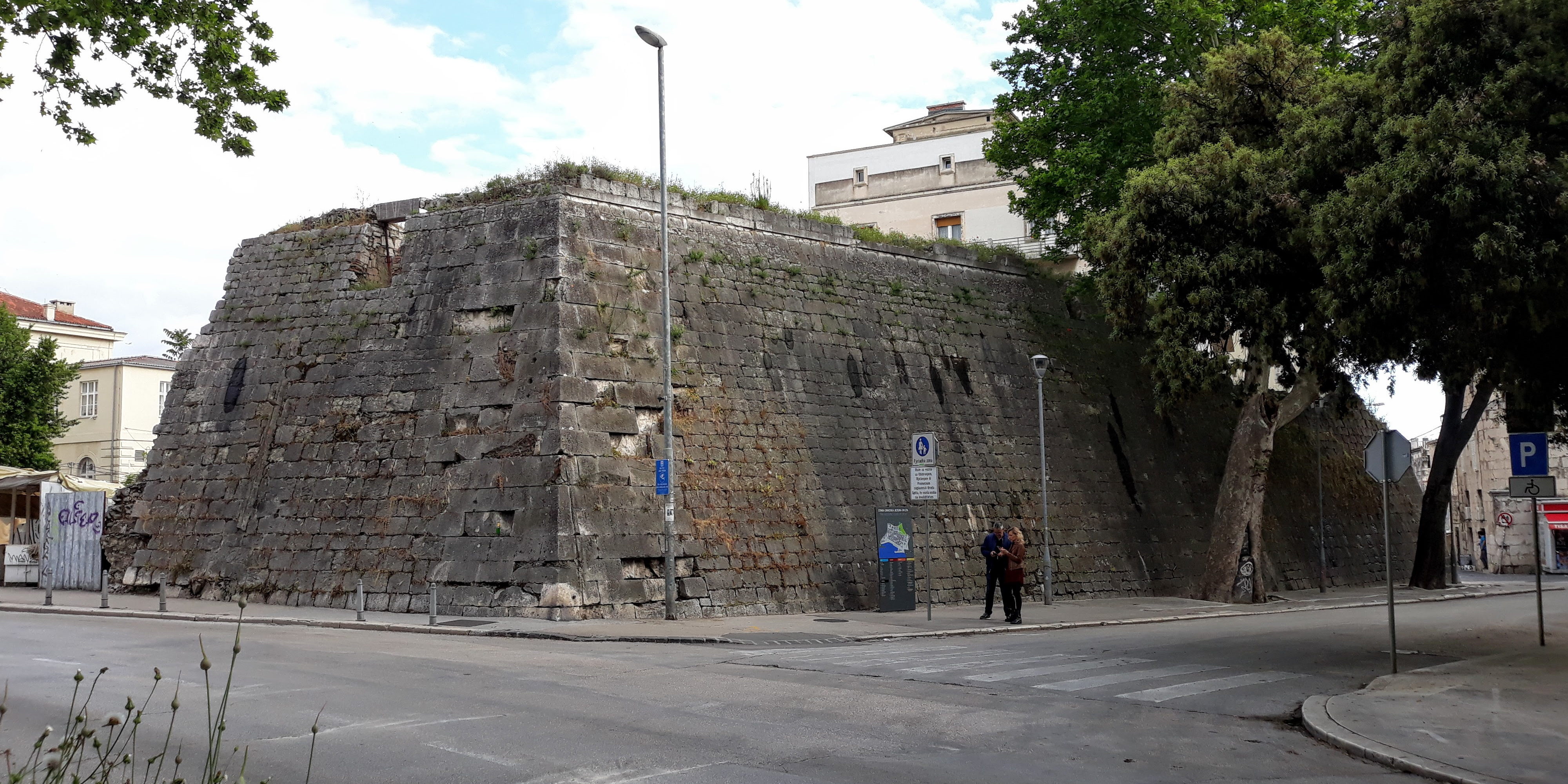
Bastion Contarini, Split, Kroatien (2021)

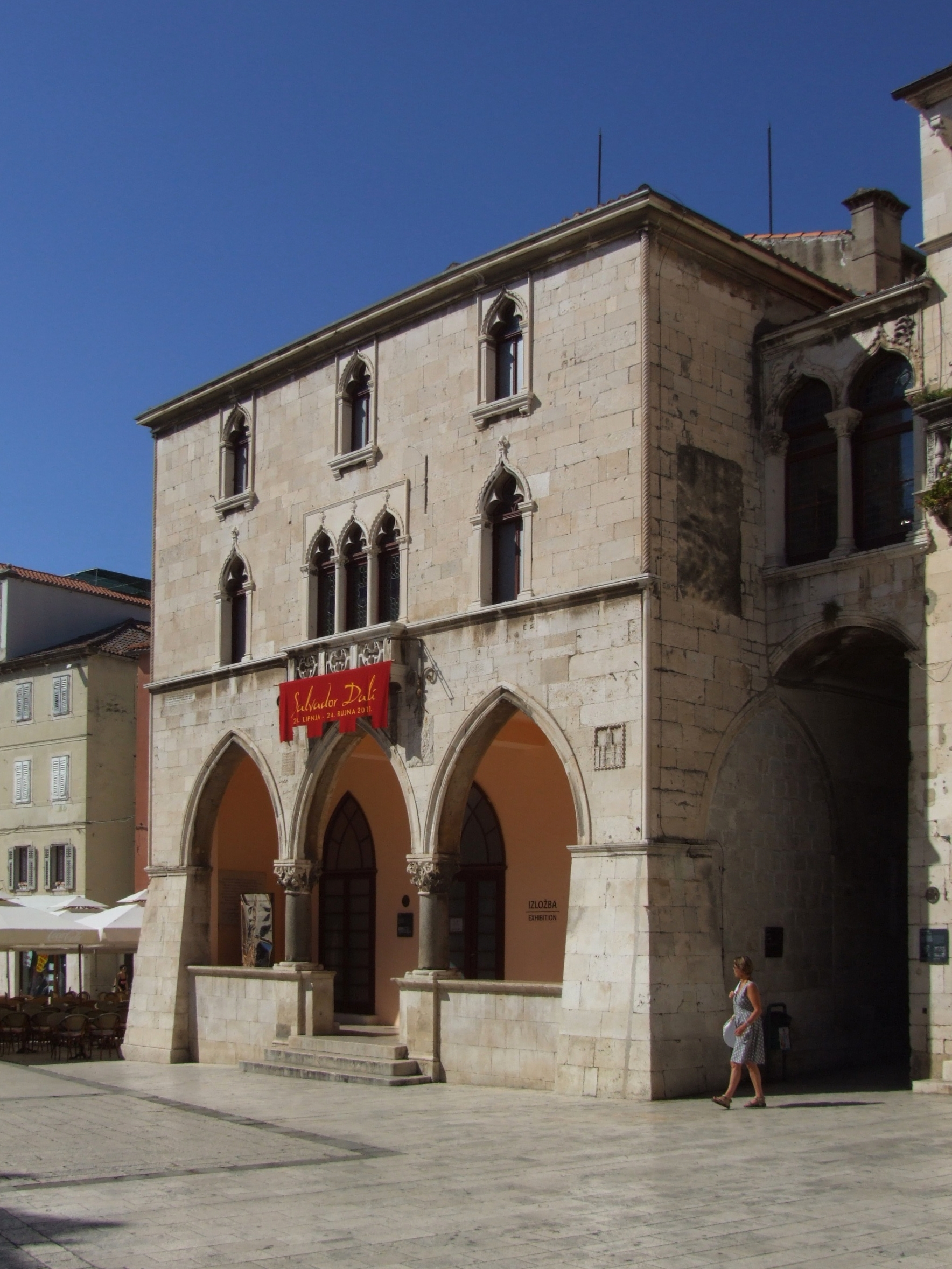
Venezianische Loggia, heute Ethnographisches Museum

### Venezianische Herrschaft (ab 1420), Eroberungsversuche der Osmanen im 16. Jahrhundert
Einer Rückkehr Hrvojes beugte Spalato vor, indem es sich 1420 freiwillig Venedig unterstellte. An der Platea sancti Laurentii entstanden im 15. Jahrhundert eine venezianische Loggia, ein Rektorenpalast (nach den Rektoren, den venezianischen Statthaltern) sowie ein Palazzo del Comune (Rathaus). Die beiden letzteren wurden 1821 wegen Baufälligkeit abgerissen.
Nachdem das Osmanische Reich Bosnien (1463) und schließlich auch Herzegowina (1482) erobert hatte, häuften sich die Überfälle auf Spalatiner im Landgebiet der Stadt. Obschon Venedig die Osmanen in verschiedenen Kriegen (v. a. Dritter Osmanisch-Venezianischer Krieg 1499–1503) zu Friedensschlüssen zwingen konnte, gingen die Überfälle auf Spalato und andere venezianische Schutzgebiete dennoch weiter. Wirtschaftlich führte all dies zu einer Stagnation der Wirtschaft bereits im 15. Jahrhundert.
1522 versuchten die Osmanen die Festung Klis oberhalb Spalatos einzunehmen, was mit Unterstützung des Erzbischofs Tommaso de Nigris (Toma Nigris) abgewehrt werden konnte. Die spalatinischen Humanisten Marcus Marulus Spalatensis (Marko Marulić/Marco Marulo) und Franciscus Natalis (Franjo Božičević Natalis) untermauerten die antiosmanische Stimmung in der Stadt. Petar Kružić (Peter Krusitsch), Hauptmann der Festung Klis, hatte sich mehr als 20 Jahre lang osmanischer Angriffe erwehrt, als er 1537 im Zuge des Vierten Osmanisch-Venezianischen Krieges (1537–1540) fiel und mit ihm die Festung, die fortan als osmanischer Vorposten für Angriffe auf Spalato diente. Im Zuge des Fünften Osmanisch-Venezianischen Krieges (um Zypern) fielen 1571 mit Solin und Kamen (Sasso di Spalato) Teile des Landgebietes der Stadt an die Türken. Ein Versuch der Rückeroberung schlug fehl.
Anfang der 1570er Jahre gründeten Juden eine sephardische Gemeinde im nordwestlichen Teil des Palastbezirks, der 1573 angelegte Friedhof auf dem Marjan besteht bis heute. Der aus Portugal stammende Daniel Rodrigo gründete 1572 das erste Bankhaus der Stadt, dem Venedig 1579 Zollfreiheit für Ausfuhren von Waren vom Balkan einräumte. Das alte Hafenlazarett vor der Südfassade des Diocletianspalastes, ursprünglich für Pestkranke erbaut, wurde als Magazin End- und Ausgangspunkt der Karawanen vom und auf den Balkan. Das Lazarett war auch ein Quarantänebezirk, um – nach venezianischem Vorbild – zu verhindern, dass Karawanentreiber Krankheiten in die eigentliche Stadt trugen.
Die Kultur nahm einen Aufschwung und die Maler Biagio di Giorgio da Traù (Blaž Jurjev Trogiranin) und Dujam Vušković sowie die Bildhauer Bonino da Milano, Giorgio di Matteo Dalmatico (Juraj Dalmatinac) (u. a. Palazzo Papalić, jetzt Stadtmuseum), etwas später auch die Baumeister Andrea Alessi (Andrija Aleši) und Niccolò di Giovanni Fiorentino (Nikola Firentinac) wirkten in der Stadt. Marco Antonio de Dominis (Marko Gospodnetić), der ab 1602 Erzbischof wurde, beeinflusste als Philosoph das Denken der Humanisten in der Stadt. Ab 1615 wirkte der Franziskaner und Komponist Ivan Lukačić als Kapellmeister am Dom.

### Pestwellen und Zusammenbruch der Bevölkerung, kroatische Zuwanderung
Die Pest raffte Ende des 16. Jahrhunderts 7.000 der 10.000 Einwohner dahin, nach erneuter Epidemie 1607 blieben nur noch 1.400 Spalatiner zurück. Weitere Kriege (Sechster Osmanisch-Venezianischer Krieg (um Kreta), 1645–1669, und Siebter Osmanisch-Venezianischer Krieg (Großer Türkenkrieg), 1684–1699) beeinträchtigten Spalatos Entwicklung und trugen zum Niedergang Venedigs und seiner Besitzungen bei. Immerhin gelang es General Leonardo Foscolo 1645, den Osmanen die Festung Klis wieder zu entreißen, die fortan osmanischen Einfällen ins Landgebiet der Stadt vorbeugen konnte. Doch 1657 drang noch einmal Hersekli Ahmed Paşa ins Landgebiet bis vor die Mauern der Stadt. Daraufhin errichtete der Festungsbaumeister Alessandra Maglio mächtige Bastionen und Wälle um die Stadt, wie sie Giuseppe Santini 1666 kartographisch erfasste.

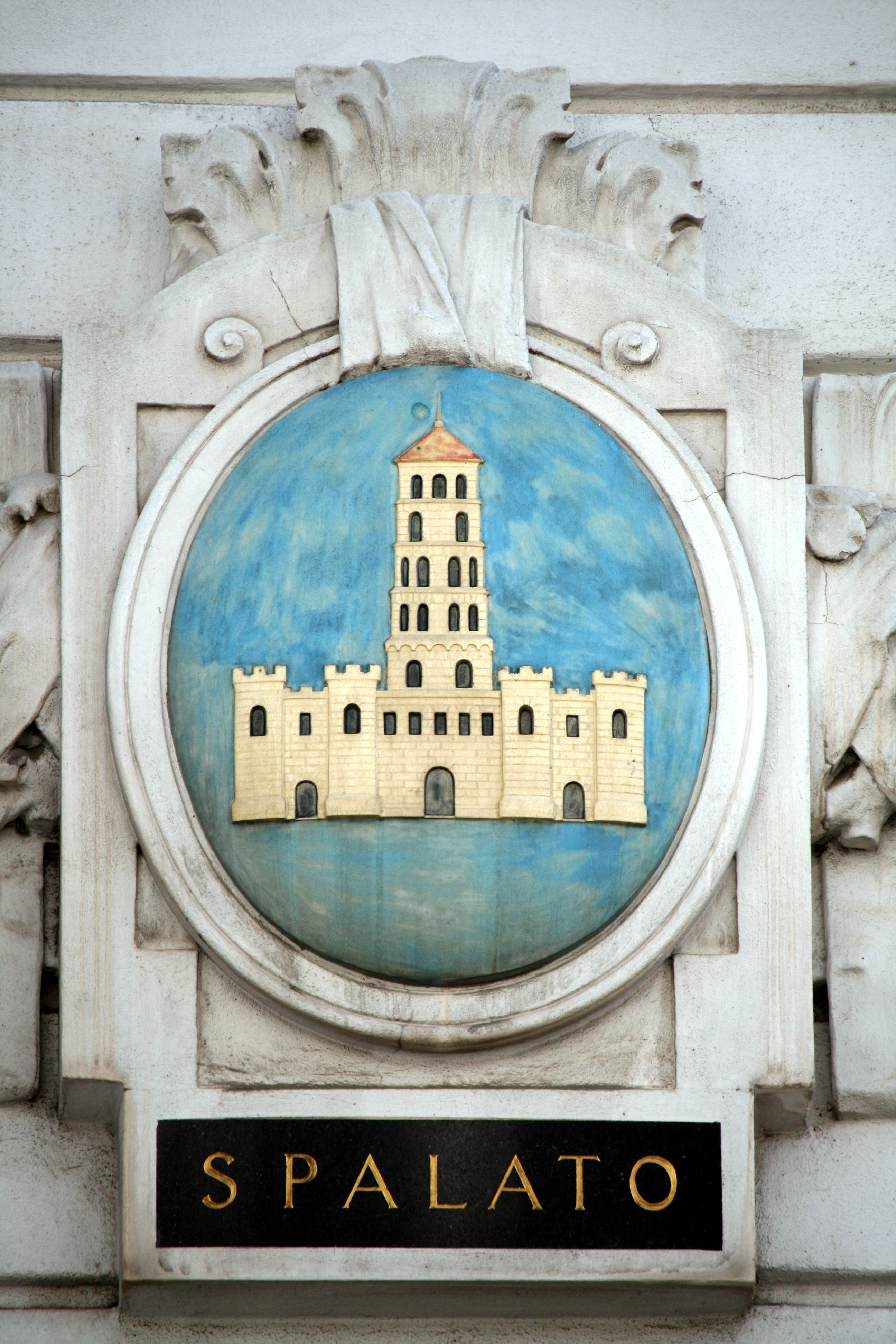
Wappen von Split auf dem einst von der Marinesektion des k.u.k. Kriegsministeriums genutzten Amtsgebäude Marxergasse 2 in Wien. Im amtlichen Gebrauch der k.u.k. Marine wurden die Namen in italienischer Sprache verwendet.

Mit der sukzessiven Zurückdrängung der Osmanen im frühen 18. Jahrhundert rückte die Bedrohung auch territorial weit von Spalatos Landgebiet. Der Bischof von Salona rief 1703 die Jesuiten in die Stadt, um die Mission zu verbessern. Die Stadtbevölkerung wuchs, und die Zugereisten aus dem Hinterland verbreiteten das Kroatische als Umgangssprache, auch gefördert durch die Illyrische Akademie. Bürger der Stadt gründeten 1767 eine Wirtschaftsgesellschaft zur Förderung von Handel, Fischerei und Landwirtschaft. Französische Gelehrte entwickelten verstärktes Interesse für die antiken Denkmale der Stadt, und so erstellte Charles-Louis Clérisseau 1764 die erste moderne Monographie über den Palast, bevor Louis-François Cassas 1782 eine Serie von Aquarellen anfertigte, die reproduziert in ganz Europa Liebhaber fanden.

### Frankreich, Österreich-Ungarn (ab 1797)
Mit dem Ende der Republik Venedig, das Napoleon 1797 herbeiführte, übernahm Österreich deren dalmatinische Besitzungen und so auch Spalato. Doch dies währte nicht lange, denn 1806 eroberte General Lauriston Spalato für die französischen Illyrischen Provinzen (1807–1813). 1806 und 1807 begann auf Befehl Auguste Viesse de Marmonts der Abriss der Wälle und Bastionen, der in der folgenden österreichischen Periode abgeschlossen wurde.

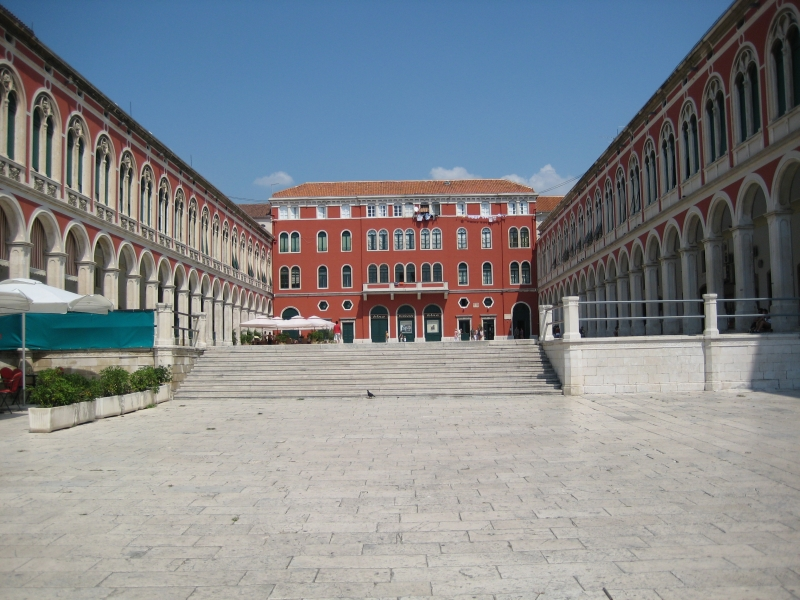
Prokurative, 1858/1859 erbaut von Giovanni Battista Meduna

1813 eroberte das Kaisertum Österreich Illyrien und wandelte es zum Königreich Dalmatien (später Kronland) im Rahmen der Habsburgermonarchie. Italienisch war Amts- und Schulsprache. 1817 eröffnete das Klassische Gymnasium, nach dem Besuch des Kaiserpaares Franz I. und Karoline Auguste im folgenden Jahr verfügte der kaiserliche Gouverneur Denkmalschutz für die Baudenkmale der Stadt, und archäologische Grabungen begannen in Salona, deren Funde ab 1821 im neuen Archäologischen Museum, einem der ältesten seiner Art, gezeigt wurden. Dennoch ordnete Gouverneur Rehe den Abriss der spätgotischen Bauten an der Piazza San Lorenzo (Narodni trg) im gleichen Jahr an.

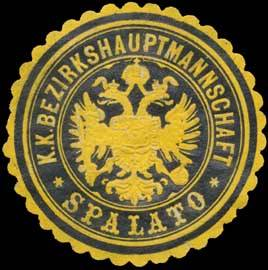
Bezirkshauptmannschaft Spalato - Siegelmarke

Bei der Reichsreform zur Doppelmonarchie Österreich-Ungarn 1867 blieb Spalato mit Dalmatien bei der cisleithanischen Reichshälfte. Die Stadt wurde Sitz der Bezirkshauptmannschaft des gleichnamigen Bezirks. 1877 folgte der Bahnanschluss, der 1888 bis Knin verlängert wurde und so Anschluss ans europäische Bahnnetz bot. Spalato war Garnisonsstadt der k.u.k. Armee – hier lag 1914 das III. Bataillon des Ungarischen Infanterie-Regiments Nr. 31.

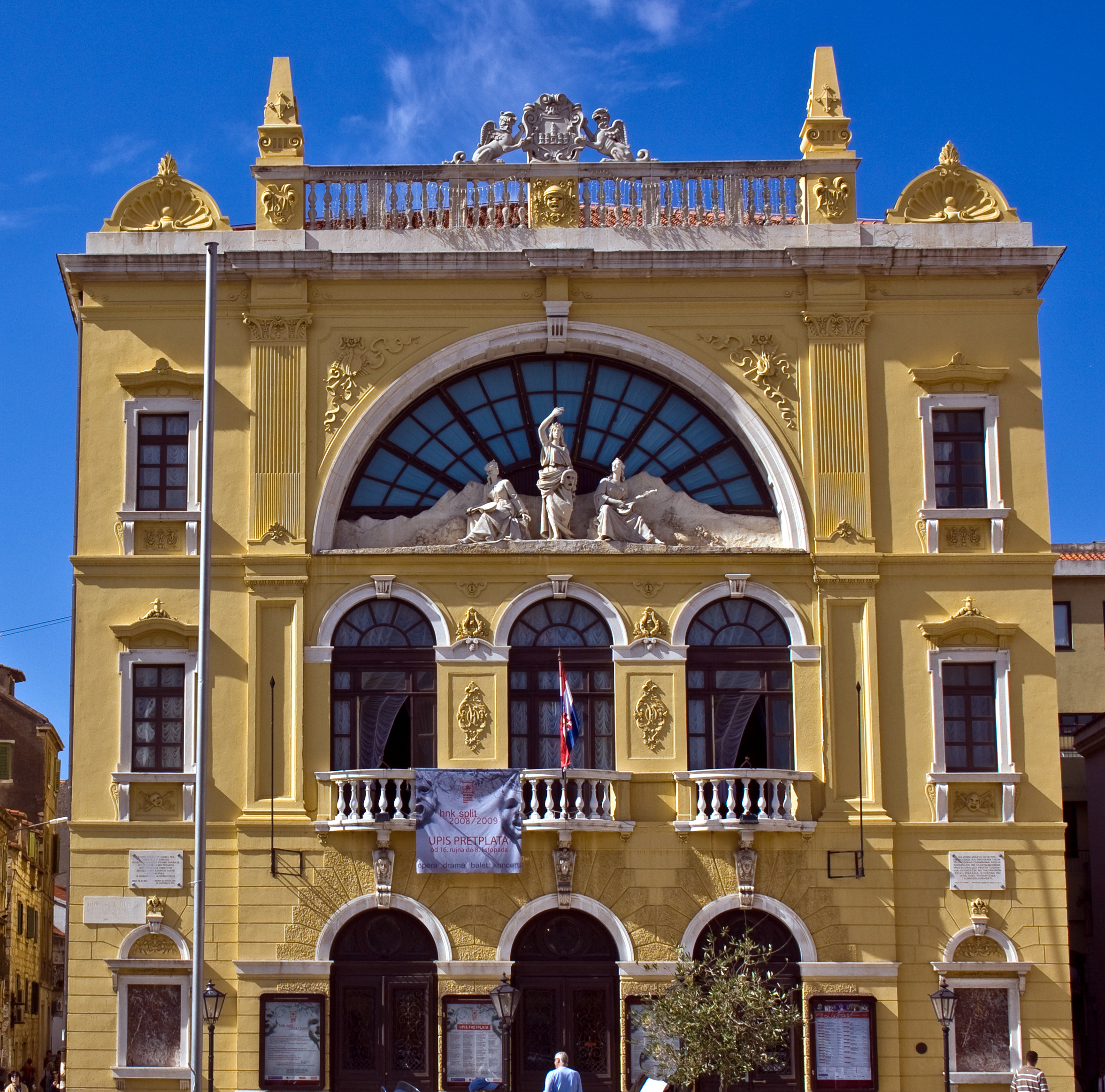
Das 1891–1893 erbaute Gemeindetheater kroatischer Sprache (heute: Nationaltheater)

Zwischen 1860 und 1880 dominierten italienischsprachige Autonomisten die Stadtpolitik unter Podestà Antonio Baiamonti (Antun Bajamonti), sie förderten den Ausbau der städtischen Infrastruktur (Wasserversorgung, Hafenausbau, Gasbeleuchtung), lehnten aber im Übrigen ab, Bildungs- und Kulturangebote für den wachsenden kroatischen Bevölkerungsanteil zu schaffen.
1882 gewann die kroatisch nationalistische Volkspartei die Kommunalwahlen. Nunmehr wurde das Kroatische städtische Amts- und Schulsprache in Split. Das Angebot italienischsprachiger Schulen wurde stark beschränkt. Im amtlichen Gebrauch auf reichsweiter Ebene blieben aber die italienischen Bezeichnungen, also auch Spalato als Name der Stadt, bis 1918 verbindlich.

### Königreich der Serben, Kroaten und Slowenen ab 1918
Nach dem Ende des Ersten Weltkrieges kam Split zum Königreich der Serben, Kroaten und Slowenen, dem späteren Königreich Jugoslawien. In der Amtszeit (1918–1928) des Bürgermeisters Ivo Tartaglia durchlief Split einen erheblichen Wandel. Nachdem Zara (Zadar) und vorgelagerte Inseln (zusammen die italienische Provinz Zara) 1920 im Grenzvertrag von Rapallo Italien zugesprochen worden waren, entwickelte sich Split zum Zentrum Kroatisch Dalmatiens.
Viele kroatische Dalmatiner aus der Provinz Zara ließen sich in Split nieder, was die dortige Wohnungsnot, auch bedingt durch die Unterbrechung der Bautätigkeit während des Ersten Weltkriegs, verschärfte. Also trieb Tartaglia den Ausbau Splits voran. Beim internationalen Wettbewerb für den Entwicklungsplan der Stadt Split im Juni 1923 gewann der damals im Haag ansässige deutsche Architekt Werner Schürmann einen der beiden zweiten Preise, der erste wurde nicht vergeben. Schürmann erhielt den Zuschlag und kam ab September 1924 für acht Monate nach Split, um den Regulierungsplan en détail auszuarbeiten, der ab 1925 ausgeführt wurde.
Das historische Zentrum, der Palastbezirk und die mittelalterliche Altstadterweiterung, sollten landseitig von einem Grüngürtel mit Umgehungsstraße von der östlichen Bačvice Bucht bis zum westlich gelegenen Berg Marjan umzogen werden. Jenseits des alten bebauten Bereichs wurde gemäß dem Plan in den folgenden Jahren die Halbinsel Marjan zur Entwicklung und Bebauung erschlossen. Im Zuge dessen wurde der eigentliche Berg Marjan selbst aufgeforstet und zum Naherholungsgebiet in der Stadt. Ein neuer Handelshafen entstand an der Kaštela-Bucht im Norden der Halbinsel, nahe dem antiken Salona (Solin).
Der neue Bahnhof wurde nahe dem neuen Hafen erbaut, neue Hauptstraßen verbanden beide mit dem alten Hafen im Süden der Halbinsel. Der Architekt Alfred Keller gewann die Ausschreibung zur Sanierung der Südfassade des Diocletianspalastes. Die bestehenden Vorbauten wurden reduziert, die davor liegende Uferstraße Riva als Promenade ausgebaut und mit Palmen bepflanzt. Der alte Bahnhof, nahe der Porta Argenta, wurde abgerissen und seine Gleisanbindung zurückgebaut, um das Gelände für die Stadterweiterung zu gewinnen. Die Gespanschaft Split billigte den Plan erst 1928.
In diesen Jahren erwarb der Bildhauer Ivan Meštrović das ehemalige Kastell von Capogrosso (kroat.: Kaštelet), baute es zur Ausstellung seiner Skulpturen um und erbaute sich in Meje eine Villa, die er bei seiner Emigration in die USA 1947 dem Staat vermachte (heute Galerie Meštrović). 1931 wurde ein jugoslawisches Baurecht neu erlassen, was Anpassungen in Schürmanns Plan erforderte, die sich bis 1940 hinzogen.

### Zweiter Weltkrieg, Jugoslawien

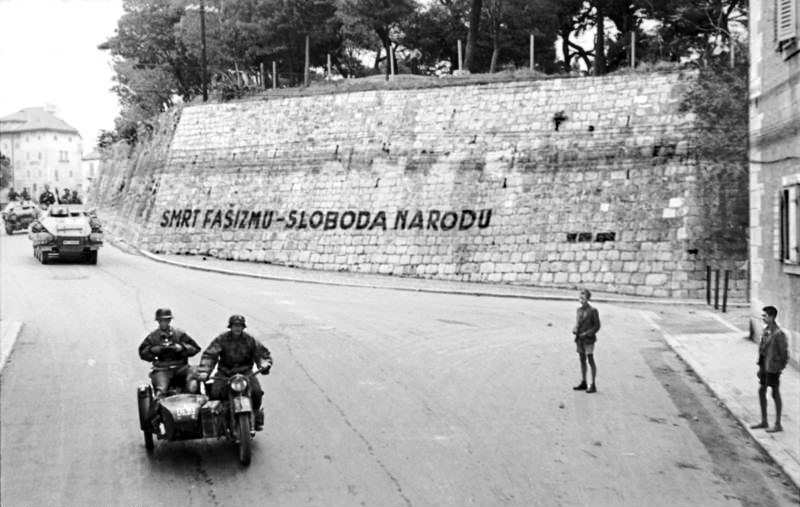
Nach dem Waffenstillstand von Cassibile erreichen deutsche Fahrzeuge die Stadt. Im Hintergrund ist eine Aufschrift zu erkennen: „Tod dem Faschismus - Freiheit für das Volk“.

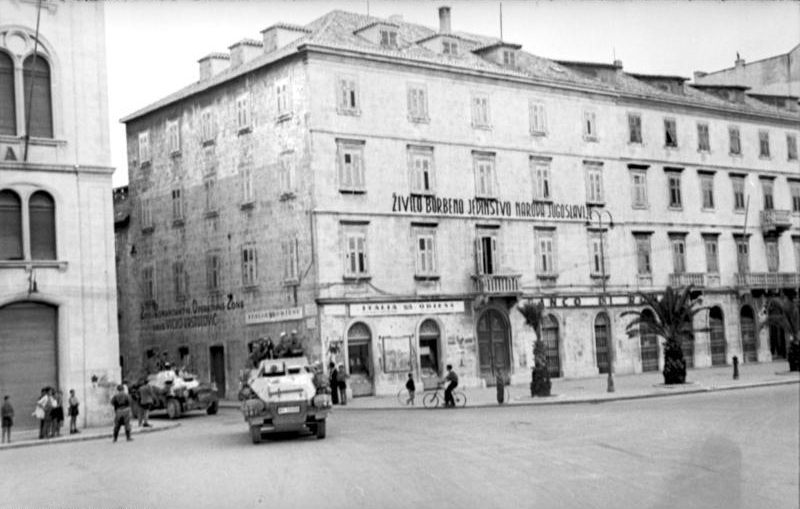
Einmarsch deutscher Truppen in Split mit Panzerspähwagen an der Ecke Corso Guglielmo Marconi / Riva A Hitler im September 1943.

Im Zweiten Weltkrieg griffen italienische Truppen Jugoslawien unter anderem mit dem Überfall auf Split am 6. April 1941 an. Formell anerkannt wurde diese Abspaltung von Jugoslawien mit dem römischen Vertrag vom 18. Mai 1941, in dem der Unabhängige Staat Kroatien auf Split verzichtete. Dort entstand das italienische Governatorato di Dalmazia. Bis 1943 blieb Split italienisch, gefolgt von deutscher Besatzung ab September 1943. Diese bestand bis Juni 1944. Mit der Kapitulation Italiens im September 1943 gelang es den Partisanen Titos die Stadt zu besetzen, viele der italienischen Soldaten wechselten auf ihre Seite.

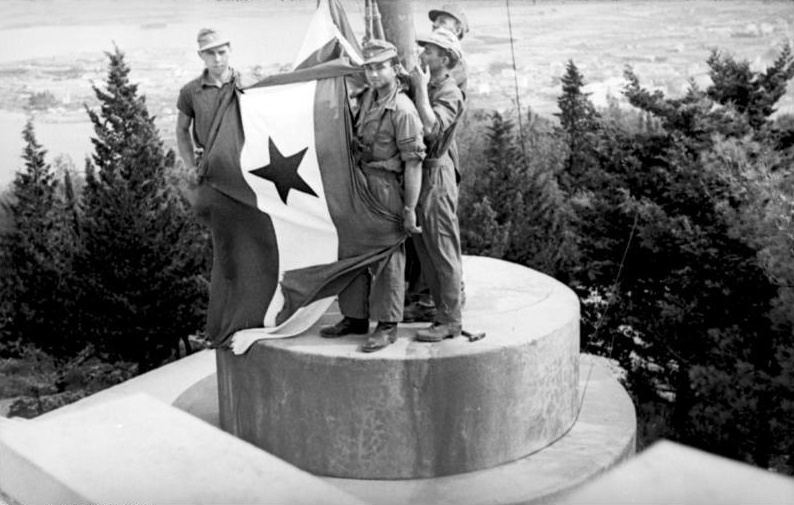
Deutsche Soldaten beim Niederholen der Partisanenflagge und beim Hissen der Hakenkreuzflagge auf dem Marjan im September/Oktober 1943.

Alliierte Luftangriffe im September zerstörten unter anderem die Nordfassade des Diocletianpalastes, das historische Lazarett am alten Hafen sowie das Benediktinerinnenkloster St. Euphemia. Doch die Wehrmacht besetzte die Stadt und übergab sie formal der Ustascha, der faschistischen Regierung Kroatiens. Im Massaker von Trilj wurden viele Italiener von der SS massakriert. Zeitweise wurde die Stadt sowohl von den Alliierten als auch von den Achsenmächten bombardiert. Am 26. Oktober 1944 eroberten Partisanen die Stadt endgültig. Noch am 12. Februar 1945 griff die deutsche Marine den Hafen der Stadt an, wo sechs deutsche Sprengboote den Kreuzer Delhi schwer beschädigten.
Nach dem Kriege gehörte Split zur kroatischen Teilrepublik innerhalb Jugoslawiens. Die Detailplanung zum Regulierungsplan Schürmanns hatte 1936–1937 Milorad Družeić (1911–1997) übernommen, der 1950 den Raumordnungsplan für Split entwickelte.
Seit 1991 gehört Split zur unabhängigen Republik Kroatien.

### Kroatienkrieg 1991

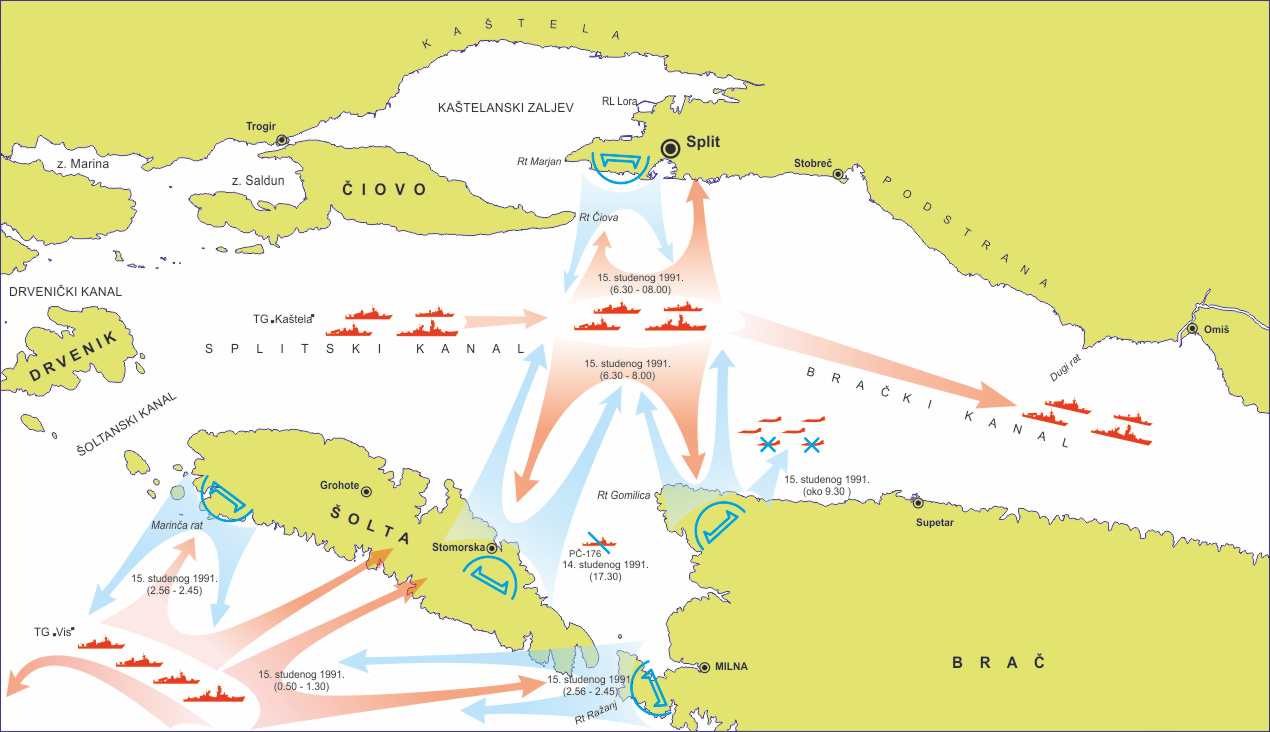
Gefecht im Kanal von Split am 15. Nov. 1991

Zur Zeit, als Kroatien seine Unabhängigkeit erklärte, war Split eine wichtige Garnisonstadt der Jugoslawischen Volksarmee (JNA) mit Soldaten aus ganz Jugoslawien und die Zentrale der jugoslawischen Kriegsmarine (JRM). Die politische Situation führte insbesondere ab Sommer 1991 (Beginn des Krieges in Slowenien und Bosnien) über Monate zu Spannungen zwischen der serbisch dominierten JNA und der kroatischen Nationalgarde. Die kroatische Marine (HRM) war zu dieser Zeit auf See noch nicht einsatzfähig und begann mit dem Aufbau von Küstenartillerie-Batterien (OTB) am Festland bzw. auf den Inseln Šolta und Brač. Als Gegenmaßnahme verhängte die JRM mehrere Seeblockaden, bei denen Ziele auf dem Land beschossen wurden. Am 14. November formierte sich die taktische Gruppe „Kastela“ der JRM mit mehreren Schiffen im Splitski Kanal zwischen den Inseln Šolta und Čiovo bzw. mit weniger Schiffen im Südosten von Split bzw. südlich von Šolta. Der schwerwiegendste Zwischenfall ereignete sich im Morgengrauen des 15. November 1991, als die JRM-Fregatte Split Granaten auf die Stadt und ihre Umgebung abfeuerte. Der Sachschaden war nicht sehr groß, aber es gab sechs Tote. Beschossen wurden nicht militärische Ziele, sondern die Altstadt, der Flughafen und ein unbewohntes Gebiet oberhalb der Stadt. Viele Matrosen der JRM waren Kroaten. Einige weigerten sich, kroatische Zivilisten anzugreifen, und wurden arretiert. Neben Split wurden auch Ziele auf Brač und Šolta beschossen, wo es zu Beschädigungen in Gornje Selo kam. Die weitaus stärkere JRM konnte sich gegen die kroatischen Kräfte jedoch nicht durchsetzen. Der Kampf gilt für den weiteren Kriegsverlauf an der Küste als richtungsweisend. Die JNA und JRM evakuierten im Januar 1992 ihre gesamten Truppen aus Split. Im Dalmatien-Krieg verschwanden oder starben insgesamt 692 Soldaten aus Split, davon 58 Mitglieder der Marine.
Ende Juli 1995 wurde in der Nähe das „Deutsch-französische Feldlazarett“ aufgebaut, das die Versorgung von 12.500 Soldaten eines multinationalen Schnellen Einsatzverbandes der Vereinten Nationen zum Schutz der UNPROFOR am Berg Igman bei Sarajevo sicherstellen sollte.
2004 feierte die Stadt ihr 1700-jähriges Jubiläum.
Als Patrone der Stadt gelten:
- der Heilige Anastasius (sveti Stašo),
- der Heilige Domnius (sveti Duje),
- der Heilige Rainer von Split (sveti Arnir) (?–1180), ein Erzbischof von Split, der in der Nähe gesteinigt wurde.

## Bevölkerung
96,23 % der Einwohner sind Kroaten, während die anderen 3,77 % den nationalen Minderheiten angehören. Dies sind unter anderem Albaner, Bosniaken, Slowenen, Serben und Montenegriner.
86,15 % der Spliter gehören der römisch-katholischen Kirche an, während 1,18 % der orthodoxen Kirche angehören. 6,56 % der Einwohner bezeichnen sich als Atheisten oder Religionslose, während 2,86 % keine Aussage über ihren Glauben machten.

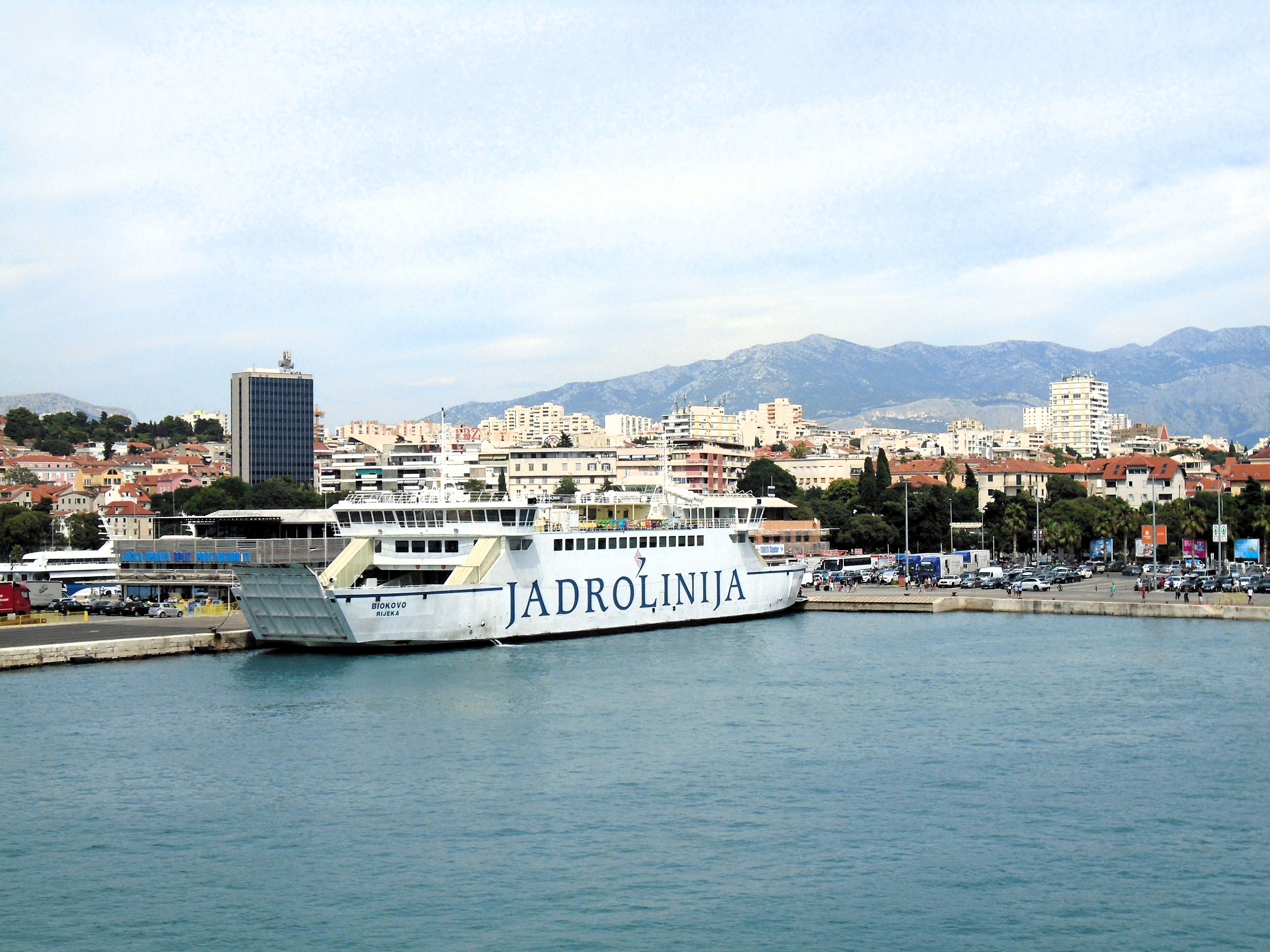
Der Fährhafen von Split

## Wirtschaft und Verkehr

### Wirtschaft
Split lebt vom Schiffbau (am bedeutendsten die Werft „Brodosplit“), dem Tourismus, der Fischerei, dem Weinanbau sowie der Papier-, Zement- und chemischen Industrie.

### Schiffsverkehr
Zudem ist Split ein wichtiger Verkehrsknotenpunkt. Sein Hafen ist für die meisten mitteldalmatinischen Inseln (Brač, Hvar, Šolta, weiter außerhalb Vis oder Lastovo) die einzige ständige Verbindung. Vom Hafen Split aus fahren täglich zahlreiche Fähren zu den umliegenden Inseln. Außerdem verkehren regelmäßig Fähren nach Dubrovnik, Rijeka, Pescara und nach Ancona.

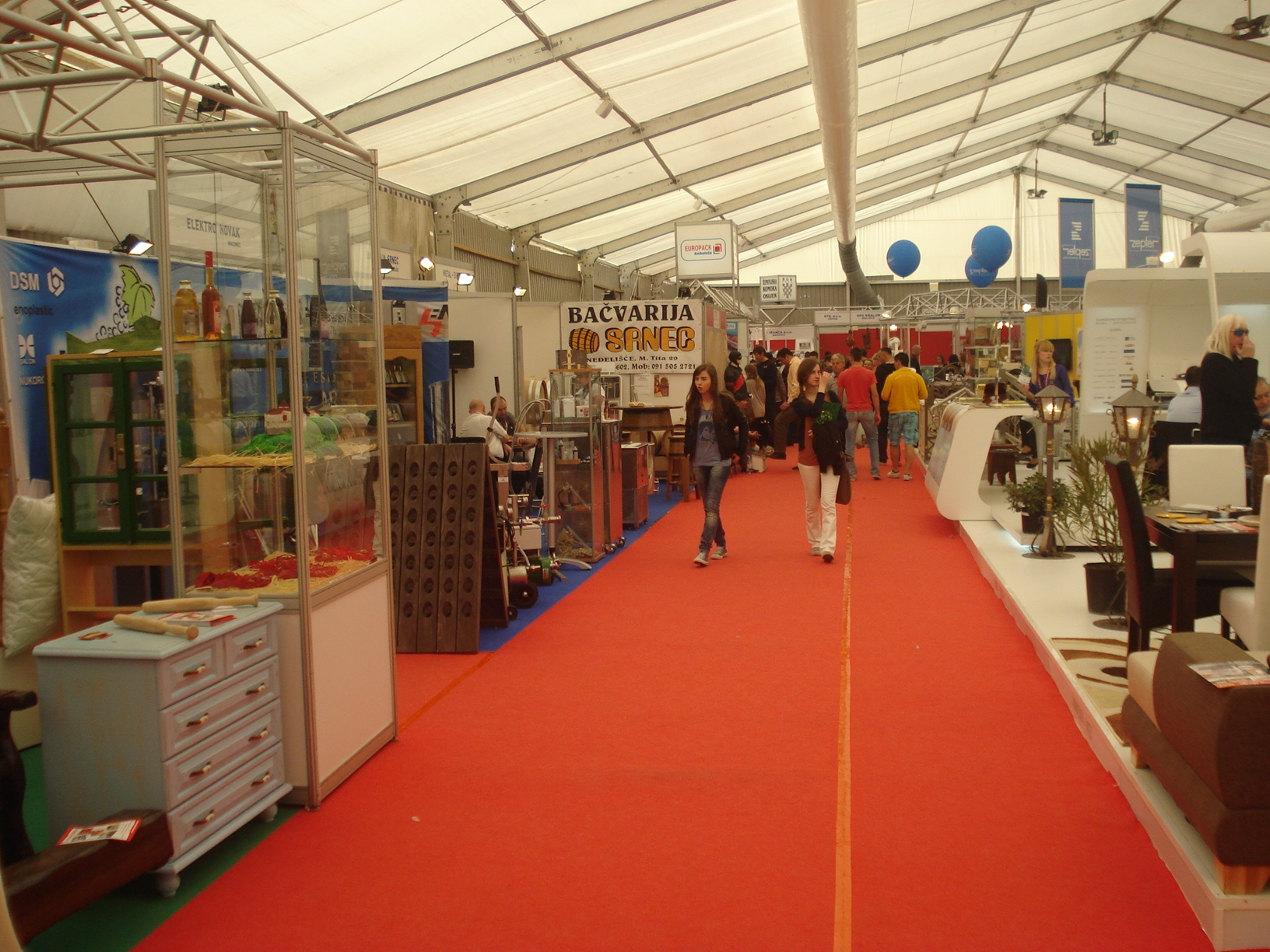
Eine der Ausstellungshallen auf der Messe GAST 2012 (Messegelände Žnjan)

### Flughafen
Etwa 20 Kilometer westlich von Split liegt nahe Trogir der internationale Flughafen Split, der unter anderem auch von Low-Cost-Carriern wie zum Beispiel Eurowings angeflogen wird.

### Bahnverkehr
In Split endet die Bahnstrecke Knin–Split, die Split über den Eisenbahnknoten Knin mit Zagreb und Mitteleuropa verbindet. Seit 2004 fahren auf dieser Strecke Neigezüge, welche die Fahrzeit verringern. Es endet und beginnt die Nachtzugverbindung der ÖBB von/bis Bratislava über Wien. Die Fahrzeit beträgt 14:45h.
Von 1903 bis 1962 war Split Ausgangspunkt der Schmalspurbahn Split–Sinj.

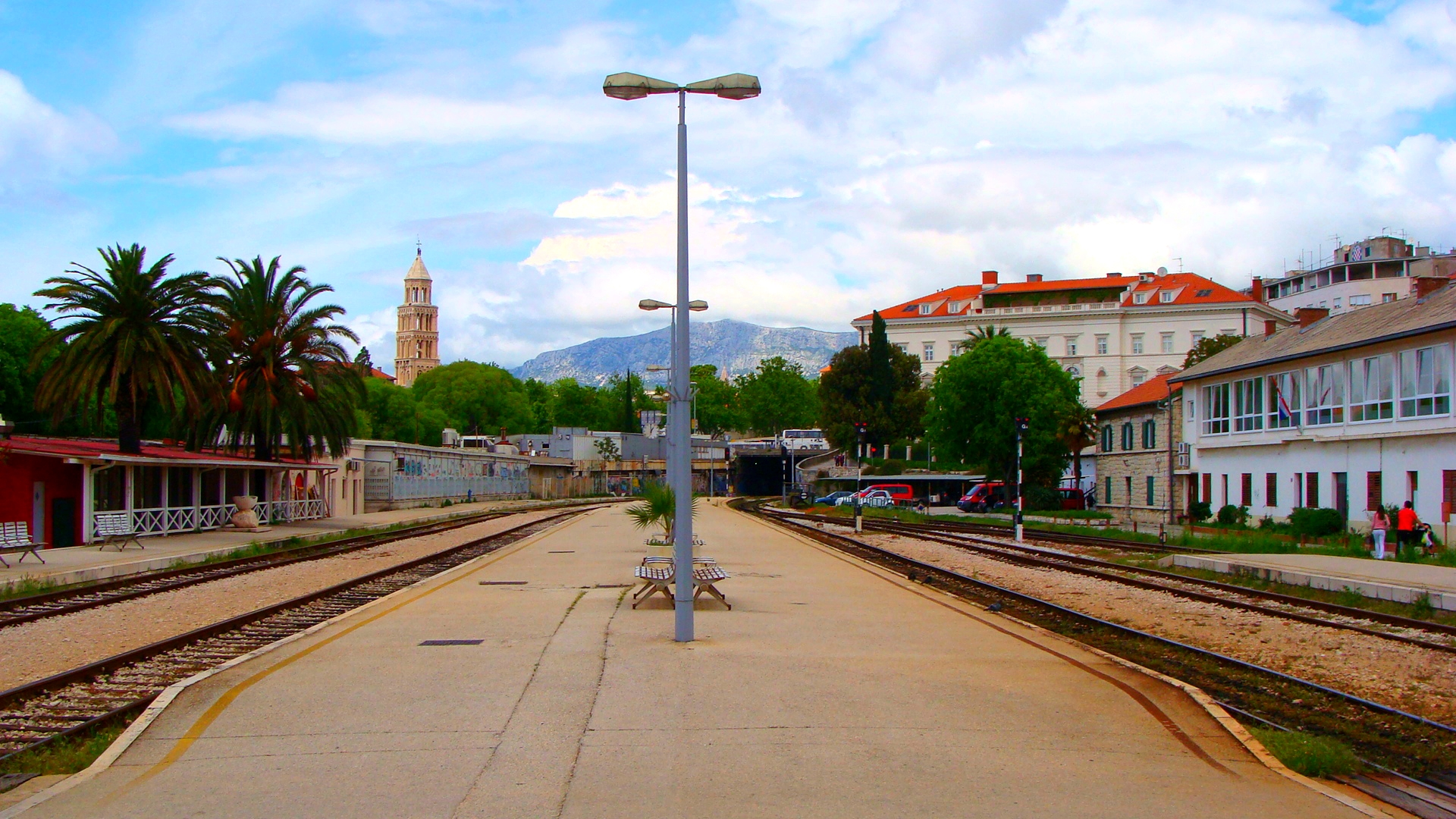
Der Mittelbahnsteig am Hauptbahnhof von Split, Frühling 2014

### Straßenverkehr
Im Juli 2005 wurde die Autobahn A1 bis Split fertiggestellt.

## Medien
In Split gibt es eine Reihe von privaten lokalen TV-Sendern (TV Jadran, TV Dalmacija, Splitska televizija und Kanal 5) und Radiostationen (Radio Dalmacija, Totalni FM, Radio KL-Eurodom, Radio Sunce, Megamix Radio Hvar und Nautic Radio Vis). Der öffentlich-rechtliche Rundfunk für Kroatien (Hrvatska radiotelevizija) unterhält in der zweitgrößten Stadt Kroatiens ein Regionalstudio für Rundfunk und Fernsehen. HR Split wird 24 Stunden vom Standort Split ausgestrahlt. Das Fernsehen strahlt an Werktagen ein Regionalprogramm im zweiten Programm des öffentlich-rechtlichen Rundfunks für Kroatien (HRT 2), das im Studio Split produziert wird. Zudem werden mittwochs live Berichte aus dem Studio Split im Frühstücksfernsehen des ersten Programms des öffentlich-rechtlichen Rundfunks für Kroatien (HRT 1) gezeigt.
Der meistgehörte Sender von Dalmatien ist Radio Dalmacija, der ebenfalls ganztägig live aus der Stadt sendet. Der landesweite Regionalsender spielt vorwiegend kroatischsprachige Musik gemischt mit aktuellen internationalen Hits und liefert stündlich Regional- und Weltnachrichten. Für Touristen sendet der öffentlich-rechtliche Rundfunksender HR 2 auch Informationen in englischer, deutscher, italienischer, tschechischer und russischer Sprache.
Totalni FM sendet mehrere Stunden und mehrmals um halb live aus Split. Radio KL-Eurodom ist der älteste private Lokalsender der Stadt und hat Kultstatus erlangt. Zudem unterhalten die Radiostation der Inseln Hvar Megamix Radio Hvar und Vis Nautic Radio Vis zusätzliche Studios in Split. Weitere lokale Radiosender, wie Nautic Radio Kaštela, Radio Trogir und Zabavni Radio (Radio Salona) aus Solin, informieren die Spliter Bevölkerung über das Geschehen der Stadt und Metropolregion.
Die Radio- und Fernsehsignale des digitalen Antennenfernsehens DVB-T kommen für das öffentlich-rechtliche (HRT 1, HRT 2, HRT 3 und HRT 4) und private Fernsehen (Nova TV, Doma TV, RTL Televizija, RTL II, sptv, 24 sata, TV Jadran und TV Dalmacija) sowie für den öffentlich-rechtlichen Rundfunk (HR 1, HR 2, HR 3 und HR Split) und die oben genannten privaten Radiostationen von den Senderstandorten Labinštica, Vidova Gora auf der Insel Brač und Biokovo, für die lokalen TV-Stationen vom Senderstandort Marjan.
Die größte dalmatinische Tageszeitung Slobodna Dalmacija erscheint in Split und wird im Druckzentrum Dugopolje gefertigt. Weitere große kroatische Tageszeitungen, wie Večernji list, Jutarnji list und das Boulevardblatt 24 sata, verfügen in Split über eigene Redaktionen.
Die kostenlose Tageszeitung Metro Express wurde im September 2008 nach zwei Jahren Erscheinung eingestellt.

## Sport
Vom 27. August bis zum 1. September war Split Austragungsort der Leichtathletik-Europameisterschaften 1990.
Die eigens für die Handball-Weltmeisterschaft der Herren 2009 errichtete Spaladium Arena fasst bis zu 12.000 Zuschauer. In ihr werden sportliche Großereignisse ausgetragen.
Im Basketball ist der Verein KK Split aktiv, der früher unter dem Namen Jugoplastika Split bekannt war und als einziger Verein bisher dreimal hintereinander die Championsleague gewann.
Im Fußball ist die Mannschaft Hajduk Split zu nennen, mit Dinamo Zagreb die erfolgreichste kroatische Fußballmannschaft. Weiterhin spielt mit RNK Split in der Saison 2010/2011 eine weitere Mannschaft aus Split in der obersten kroatischen Liga.

## Welterbe und Sehenswürdigkeiten

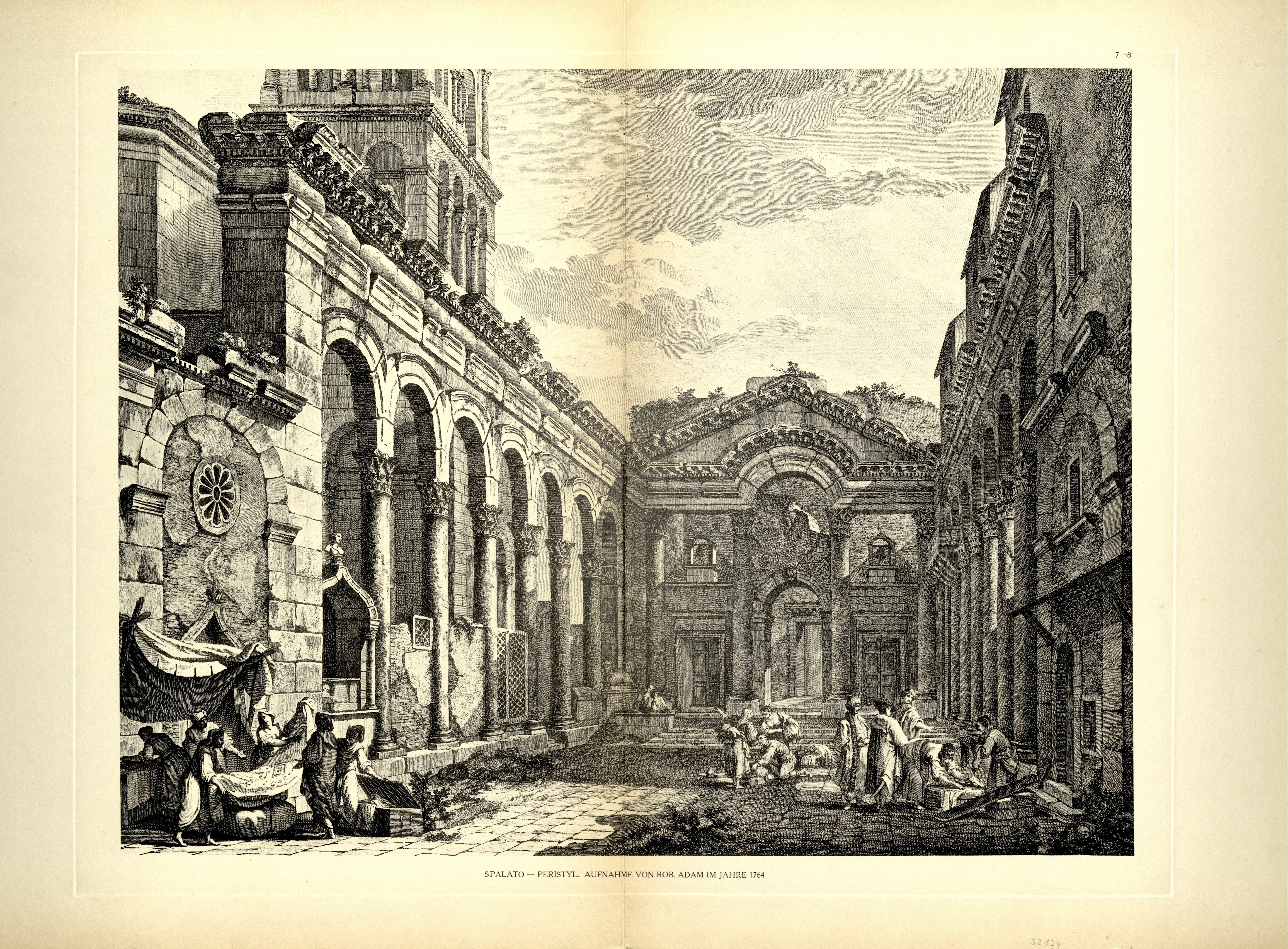
Das Peristyl, Robert Adam, 1764

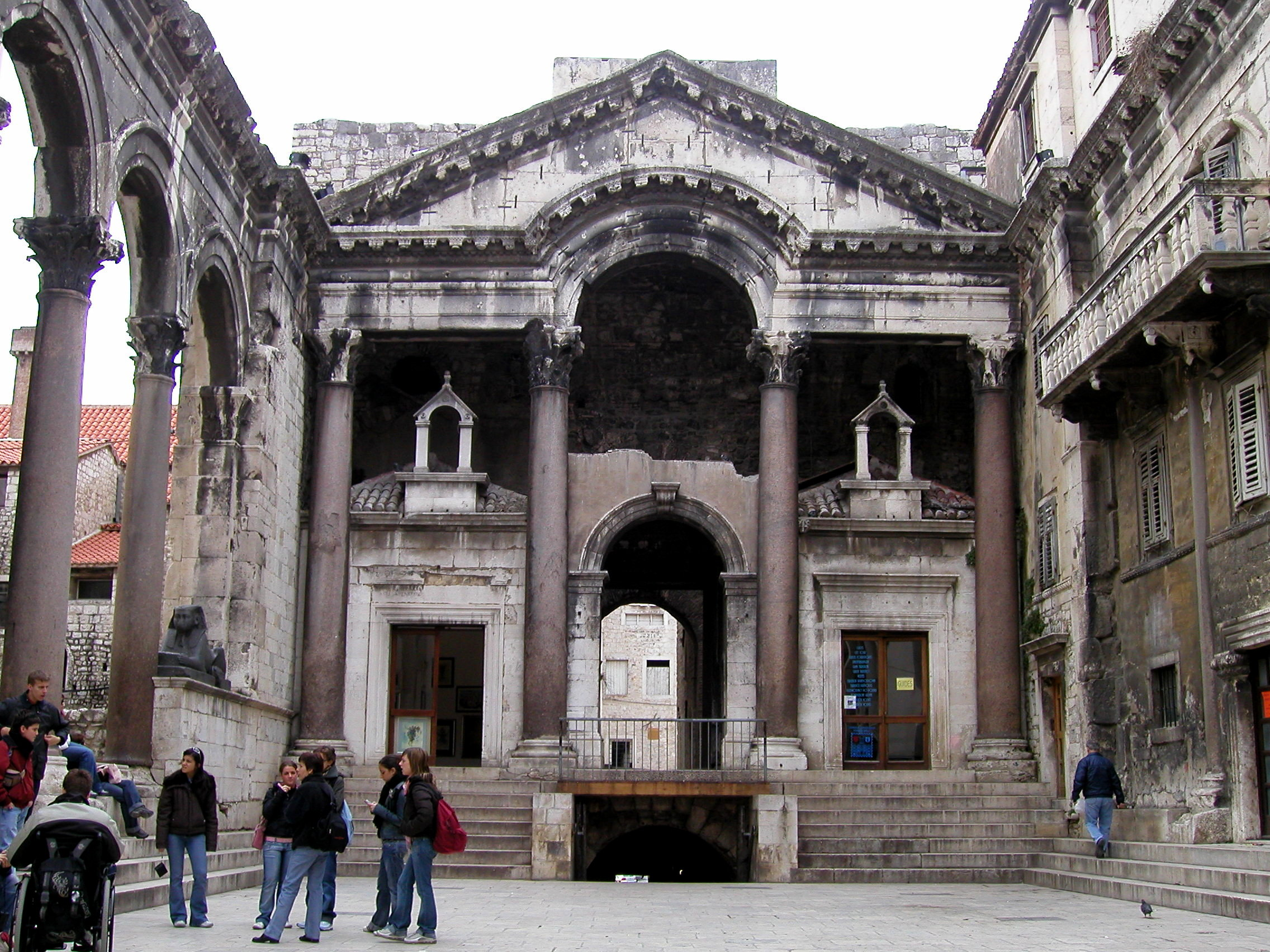
Peristyl des Diokletianspalastes

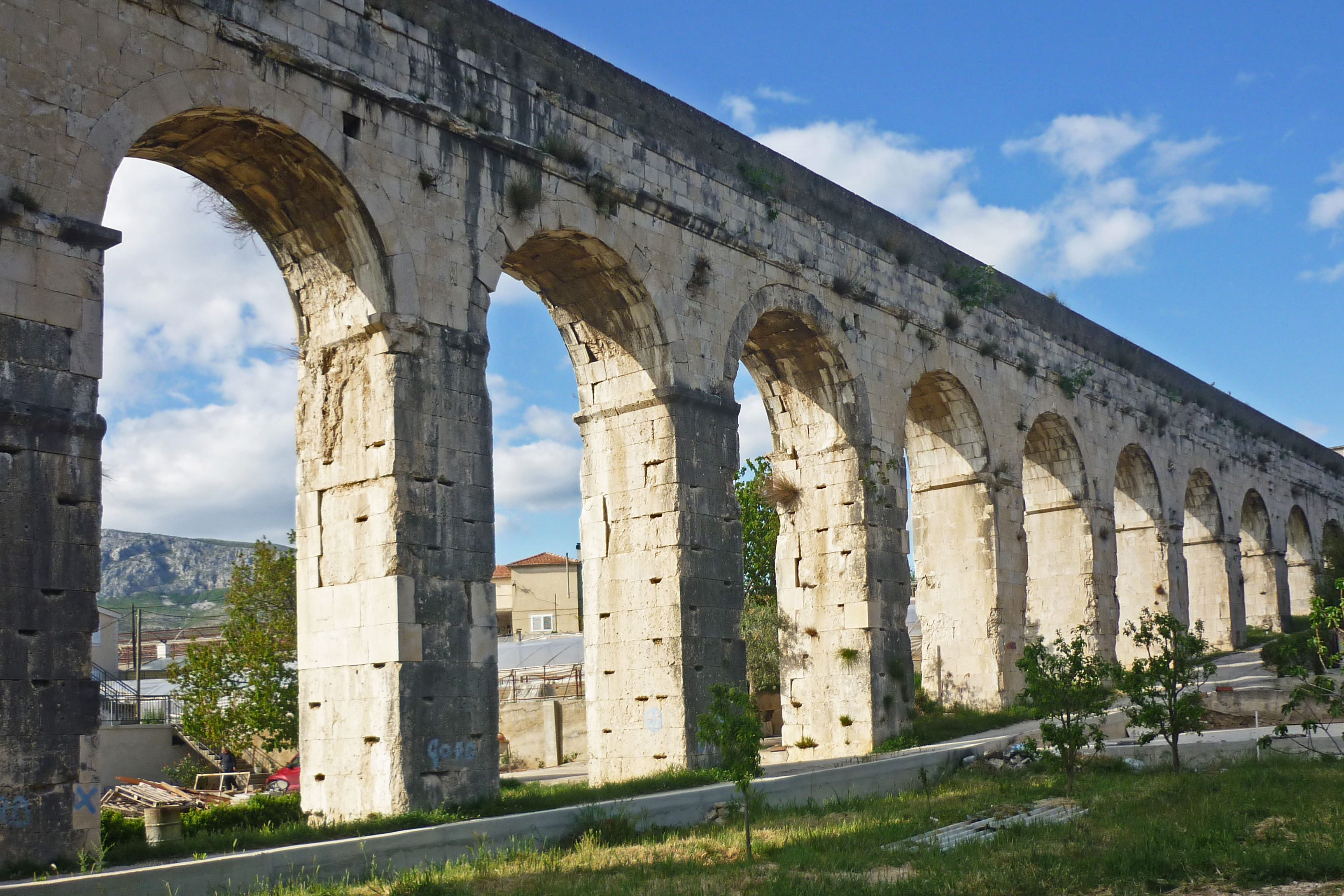
Der Diokletiansaquädukt in Split-Bilice

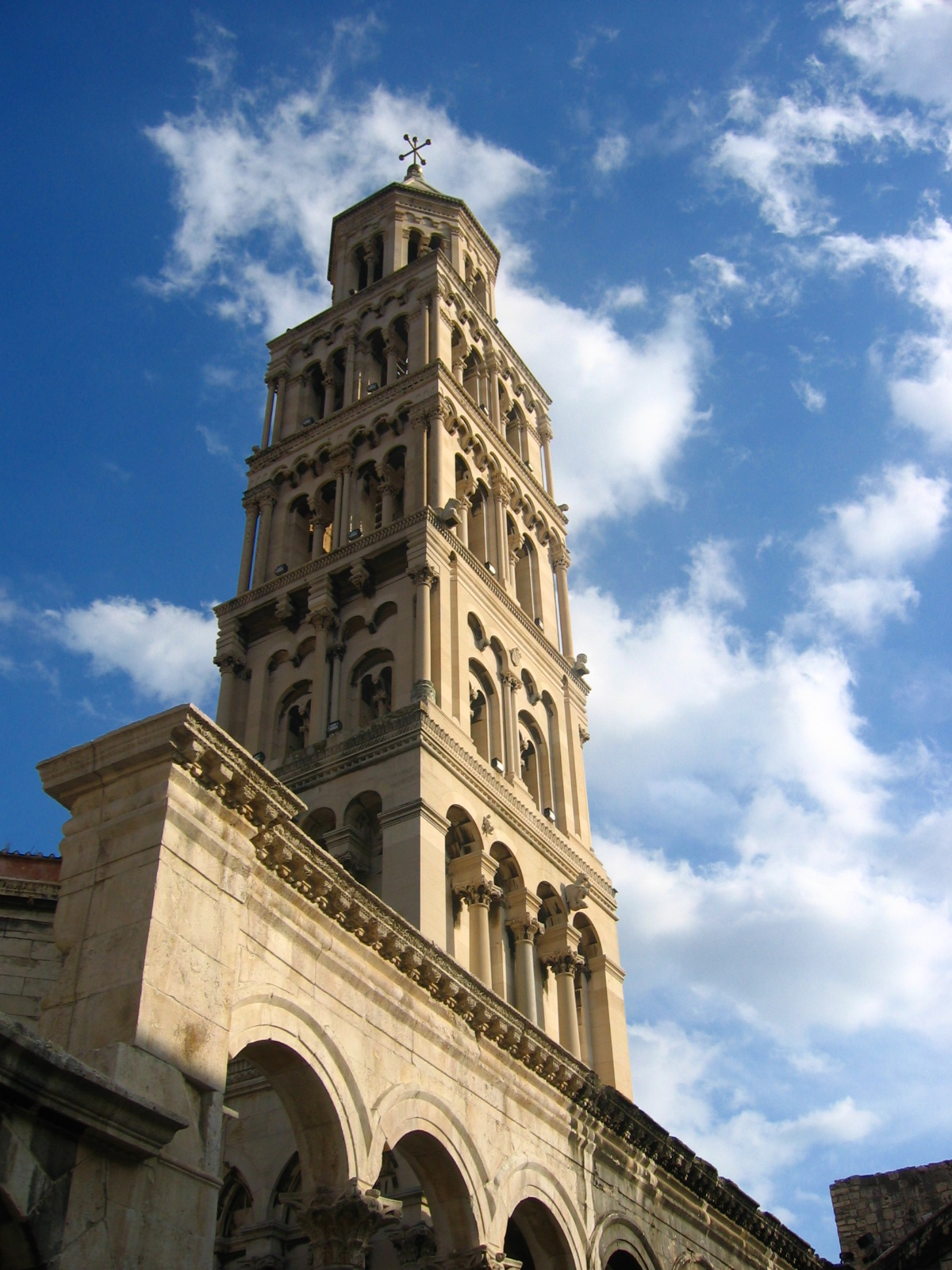
Campanile des Doms St. Domnius, davor Bögen des Peristyls

Die Altstadt von Split wurde zum Weltkulturerbe der UNESCO erklärt. Sie liegt an der Südküste der Halbinsel von Split und wird gebildet vom alten Diokletianspalast, aus dem sich die Stadt entwickelt hat, und der westlich davon anschließenden mittelalterlichen Stadterweiterung.
Direkt am Meer längs der Hafenbucht an der Altstadt liegt die Riva, eine Flaniermeile, von dort gelangt man durch die Kellergewölbe (Podrumi) zum beeindruckenden Säulenhof Peristyl und zum Vestibül.
In der Altstadt liegt die Kathedrale des hl. Domnius von Split (Katedrala Sveti Duje). Sie diente bis ins 6. Jahrhundert als Mausoleum des Kaisers Diokletian und seiner 315 verstorbenen Gattin Prisca. Vom Campanile der Kathedrale hat man einen guten Blick über die Stadt.

### Sehenswürdigkeiten und Baudenkmäler
- Diokletianspalast (Dioklecijanova palača), erbaut um 300 mit folgenden Bauten:[55]
  - Ehem. Diokletiansmausoleum, jetzt Kathedrale
  - Peristyl, ein Säulenhof als zentraler Versammlungsort an der Kreuzung des Cardo mit dem Decumanus.
  - Vestibül, eine Vorhalle zu den ehem. kaiserlichen Gemächern im Palast
  - Die Kellergewölbe (Podrumi), ein zum Teil sehr hohes Gangnetzwerk unter dem Diokletianspalast
  - Das Bronzene Tor (Seetor), Goldene Tor, Silberne Tor und Eiserne Tor bilden die Hauptzugänge zur Altstadt.
  - Jupitertempel (Jupiterov hram), jetzt Taufkapelle des hl. Johannes
  - Papalić-Palais (Papalićeva palača) mit dem Stadtmuseum
- Loggia (altes Rathaus) und die Marienkirche mit frühromanischem Glockenturm (Crkvica Gospe od Zvonika) am Eisernen Tor (Narodni Trg-Platz)
- Prokuratien, ein Platz mit den Verwaltungsgebäuden und dem Palast des venezianischen Statthalters
- Marjan (Park Šuma Marjan), ein Waldpark auf der Halbinsel im westlichen Teil der Stadt mit dem Aussichtspunkt Telegrin (178 m), zahlreichen Kapellen und dem alten jüdischen Friedhof aus dem 16. Jh.
- Diokletiansaquädukt (Dioklecijanov akvadukt), eine Wasserleitung zur Versorgung des Diokletianspalastes, erbaut um 300
- Festung Gripe (Tvrđava Gripe) im Stadtteil Lučac – Manuš, von den Venezianern erbaut im 17. Jh. zur Verteidigung der Stadt gegen die Türken
- Kroatisches Nationaltheater in Split (Hrvatsko Narodno Kazalište – HNK) neben den Resten einer venezianischen Festung an der Marmontova-Straße
- Erzbischöfliches Palais (Nadbiskupska palača) am östlichen Rand des Stadtzentrums, erbaut 1901–1904 vom Architekten Cyril Methodius Ivekovic (1864–1933) im Neorenaissance-Stil, 1948 enteignet, 1998 an die Kirche zurückgegeben
- Poljud-Stadion (Gradski stadion Poljud), Heimstätte des bekannten Fußballclubs „Hajduk Split“. Das Stadion wurde anlässlich der Mittelmeerspiele 1979 in Split als Mehrzweckarena errichtet und erscheint noch heute als futuristisch.
- Spaladium Arena, eine Mehrzweckhalle in Split-Poljud.

### Kirchen und Klöster

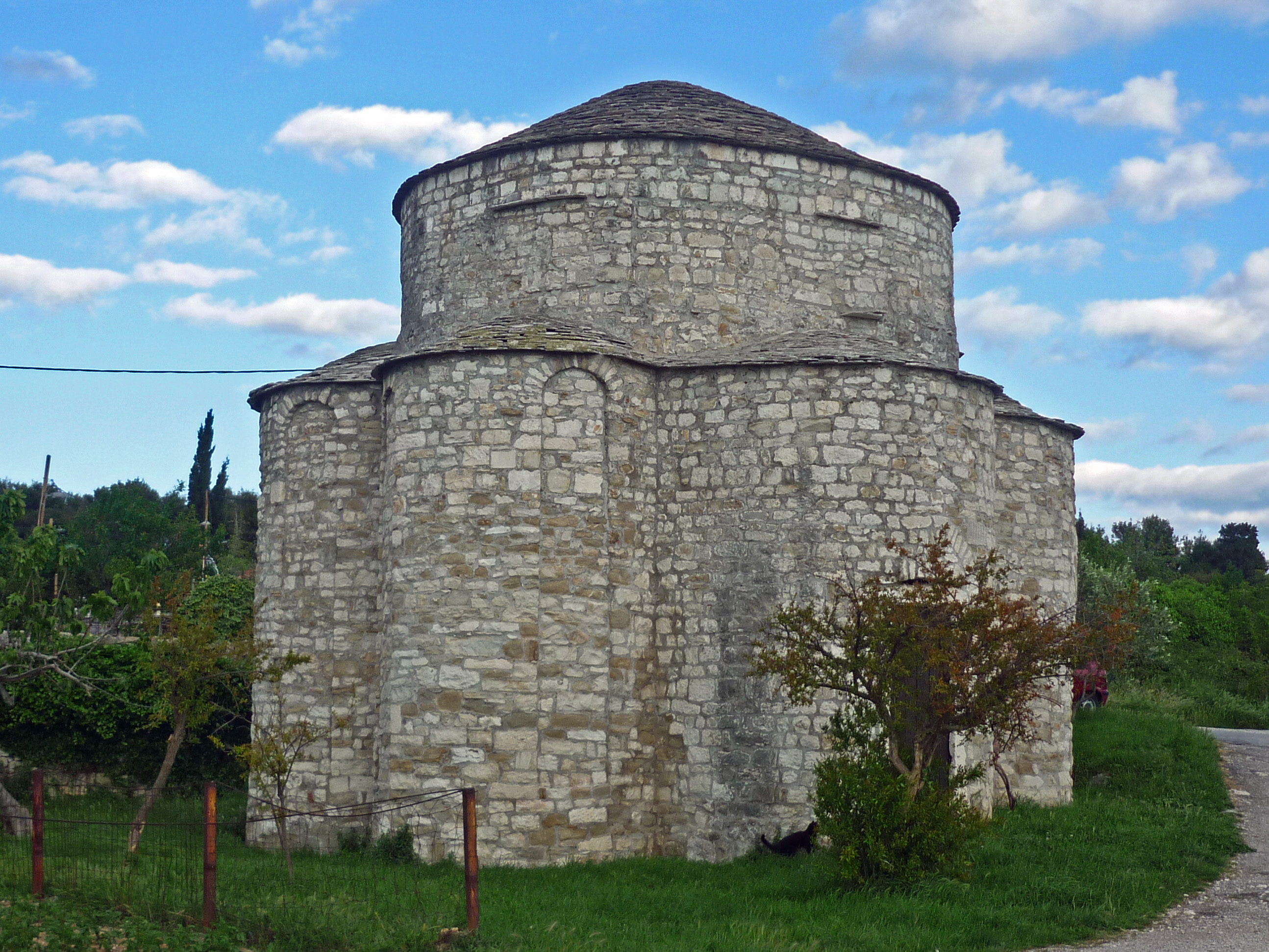
Dreifaltigkeitskirche in Split-Poljud

- Kathedrale des hl. Domnius (Sv. Duje)
- Marienkirche von Pojišan (Crkva Gospe od Pojišana), Wallfahrtskirche östlich des Stadtzentrums (Pojišanska-Straße)
- Dominikanerkirche (Crkva sv. Dominika) am Silbernen Tor
- Kirche Maria della Salute (Crkva Gospe od Zdravlja) in Split-Dobri
- Kirchen auf dem Marjan[56]
- Franziskanerkloster und Franziskuskirche in Split (Franjevačka crkva i samostan sv. Frane) an der Riva[56]
- Franziskanerkloster des hl. Antonius von Padua mit Marienkirche in Split-Poljud (Franjevačka crkva i samostan sv. Ante na Poljudu) hinter dem Poljud-Stadion[56]
- Dreifaltigkeitskirche in Split-Poljud (Crkva sv. Trojice), altkroatische Kirche vom 8. bis 11. Jh.[56]
- Martinskirche (Crkva sv. Martina), frühchristliche, vorromanische Kirche aus dem 6./11. Jh. über dem Goldenen Tor[56]
- Kirche des hl. Filippo Neri über dem Peristyl (Akademska Crkva sv. Filipa Nerija) von 1736[56]
- Heiliggeistkirche (Crkva sv. Duha) in der Altstadt
- Glockenturm des ehem. Benediktinerinnenklosters des hl. Arnir neben der Skulptur des Gregor von Nin
- Kirche des hl. Domnius in Split-Brda (Crkva sv. Dujam)

### Museen und Galerien

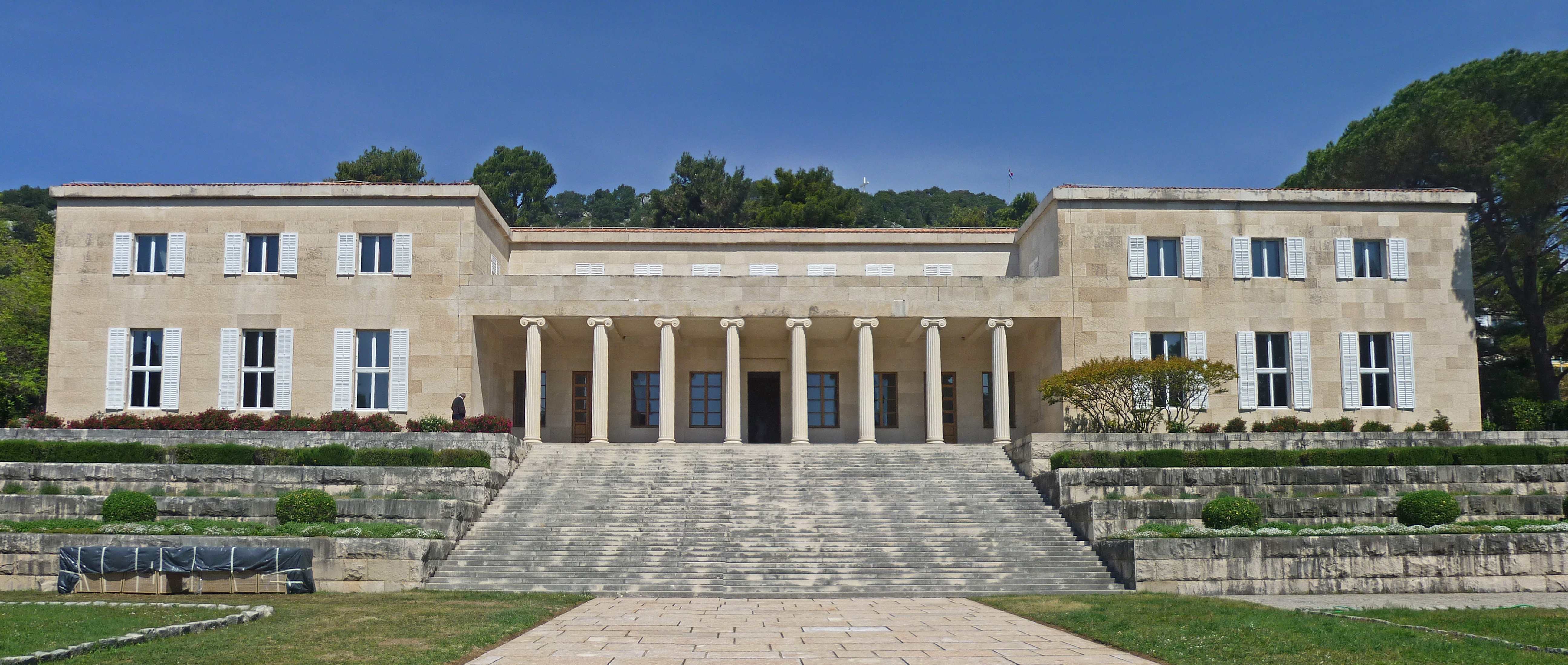
Galerie Meštrović in Split-Meje

- Archäologisches Museum Split (Arheološki muzej - AMS) mit Exponaten der prähistorischen und antiken Geschichte Dalmatiens, gegr. 1820
- Museum der kroatischen archäologischen Denkmäler (Muzej hrvatskih arheoloških spomenika - MHAS) in Split-Meje, es beherbergt wichtige Fundstücke der illyrischen, römischen, venezianischen und kroatischen Geschichte.
- Museum der Bildenden Künste (Galerija umjetnina), gegr. 1931
- Galerie Salon Galić auf der Marmontova-Straße, gegr. 1924
- Galerie Meštrović (Galerija Meštrović) in Split-Meje, hier sind Werke von Ivan Meštrović ausgestellt, einem Künstler, der auch außerhalb Kroatiens bekannt und aktiv war. Das berühmteste Werk von Meštrović in Split ist die 8,3 m hohe Statue des Bischofs Gregor von Nin (Grgur Ninski), die er 1929 geschaffen hat, und von der man sagt, dass es Glück bringe, wenn man über ihre gewaltige blankpolierte Zehe streichele.
- Landhaus Crikvine-Kaštilac von Ivan Meštrović (Meštrovićeve Crikvine-Kaštilac) in Split-Meje
- Ethnographische Museum Split (Etnografski muzej) am Peristyl
- Kroatisches Meeresmuseum (Hrvatski pomorski muzej u Splitu - HPMS) in der Festung Gripe
- Stadtmuseum (Muzej grada Splita) im Palais Papalić
- Museum für sakrale Kunst (Muzej sakralne umjetnosti) im Palais Skočibušić am Peristyl mit dem wertvollen Spliter Evangelienbuch.

## Städtepartnerschaften
Partnerstädte von Split sind:
- Ancona, Italien
- Antofagasta, Chile
- Bet Schemesch, Israel
- Berliner Bezirk Charlottenburg-Wilmersdorf, Deutschland
- Cockburn City, Australien
- Dover, Vereinigtes Königreich
- Gladsaxe, Dänemark
- Izmir, Türkei
- Los Angeles, Vereinigte Staaten
- Mostar, Bosnien und Herzegowina
- Odessa, Ukraine
- Ostrau, Tschechien
- Pescara, Italien
- Štip, Nordmazedonien
- Trondheim, Norwegen
- Velenje, Slowenien